# DM i banecykling
DM (Danmarksmesterskabet) i banecykling  afholdes årligt på de tre danske cykelbaner. Det første officielle danmarksmesterskab i banecykling blev afholdt af Dansk Bicycle Club (DBC) på Ordrupbanen nord for København i 1894. Som Danmarks ældste cykleklub stod DBC for afviklingen af de danske banemesterskaber frem til Danmarks Cykle Unions grundlæggelse i 1946. Fra 1992 og frem er mesterskaberne blevet afholdt som 'OPEN', dvs. for amatører såvel som for professionelle.

## Herre

### Sprint
| År   | Bane                     | Guld                        | Sølv                    | Bronze                  |
| ---- | ------------------------ | --------------------------- | ----------------------- | ----------------------- |
| 1894 | Ordrupbanen              | Peter Koch                  |                         |                         |
| 1895 | Ordrupbanen              | Christian Ingemann Petersen |                         |                         |
| 1896 | Ordrupbanen              | Christian Ingemann Petersen |                         |                         |
| 1897 | Ordrupbanen              | Johannes Hansen             |                         |                         |
| 1898 | Ordrupbanen              | Axel Jørgensen              |                         |                         |
| 1899 | Ordrupbanen              | Erik Hansen                 |                         |                         |
| 1900 | Ordrupbanen              | Otto Michaelsen             |                         |                         |
| 1901 | Ordrupbanen              | Orla Nord                   |                         |                         |
| 1902 | Ordrupbanen              | Carl V. Helleman            |                         |                         |
| 1903 | Ordrupbanen              |                             |                         |                         |
| 1904 | Ordrupbanen              | Emanuel Nielsen             |                         |                         |
| 1905 | Ordrupbanen              | V. Rosenqvist               |                         |                         |
| 1906 | Ordrupbanen              |                             |                         |                         |
| 1907 | Ordrupbanen              | Ejnar Uttenthal             |                         |                         |
| 1908 | Ordrupbanen              | Ejnar Uttenthal             |                         |                         |
| 1909 | Ordrupbanen              |                             |                         |                         |
| 1910 | Ordrupbanen              |                             |                         |                         |
| 1911 | Ordrupbanen              |                             |                         |                         |
| 1912 | Ordrupbanen              | A. Halvorsen                |                         |                         |
| 1913 | Ordrupbanen              | Erik Kjeldsen               |                         |                         |
| 1914 | Ordrupbanen              |                             |                         |                         |
| 1915 | Ordrupbanen              |                             |                         |                         |
| 1916 | Ordrupbanen              | Erik Kjeldsen               |                         |                         |
| 1917 | Ordrupbanen              | Erik Kjeldsen               |                         |                         |
| 1918 | Ordrupbanen              | Henry Brask Andersen        |                         |                         |
| 1919 | Ordrupbanen              | Henry Brask Andersen        |                         |                         |
| 1920 | Ordrupbanen              | Henry Brask Andersen        |                         |                         |
| 1921 | Ordrupbanen              | Henry Brask Andersen        |                         |                         |
| 1922 | Ordrupbanen              | Henry Brask Andersen        |                         |                         |
| 1923 | Ordrupbanen              | Willy Falck Hansen          |                         |                         |
| 1924 | Ordrupbanen              | Edmund Hansen               |                         |                         |
| 1925 | Ordrupbanen              | Edmund Hansen               |                         |                         |
| 1926 | Ordrupbanen              | Willy Falck Hansen          |                         |                         |
| 1927 | Ordrupbanen              | Willy Falck Hansen          |                         |                         |
| 1928 | Ordrupbanen              | Willy Falck Hansen          |                         |                         |
| 1929 | Ordrupbanen              | Willy Gervin                |                         |                         |
| 1930 | Ordrupbanen              | Helge Harder                |                         |                         |
| 1931 | Ordrupbanen              | Helge Harder                |                         |                         |
| 1932 | Ordrupbanen              | Anker Meyer Andersen        |                         |                         |
| 1933 | Ordrupbanen              | Anker Meyer Andersen        |                         |                         |
| 1934 | Ordrupbanen              | Ejner Olesen                |                         |                         |
| 1935 | Ordrupbanen              | Ejner Olesen                |                         |                         |
| 1936 | Ordrupbanen              | Heino Dissing               |                         |                         |
| 1937 | Ordrupbanen              | Hans Christian Nielsen      |                         |                         |
| 1938 | Ordrupbanen              | Hans Christian Nielsen      |                         |                         |
| 1939 | Ordrupbanen              | Keld Brask Andersen         |                         |                         |
| 1940 | Ordrupbanen              | Rupert Christensen          |                         |                         |
| 1941 | Ordrupbanen              | Jens Petersen               |                         |                         |
| 1942 | Ordrupbanen              | Carl Koblauch               |                         |                         |
| 1943 | Ordrupbanen              | Carl Koblauch               |                         |                         |
| 1944 | Ordrupbanen              | Egon Dalbjørn               |                         |                         |
| 1945 | Ordrupbanen              | Ib Vagn Hansen              |                         |                         |
| 1946 | Aarhus Cyklebane         | Axel Schandorff             | Henry K. Nielsen        | Helmer Nielsen          |
| 1947 | Ordrupbanen              | Axel Schandorff             |                         |                         |
| 1948 | Ordrupbanen              | Axel Schandorff             |                         |                         |
| 1949 | Aarhus Cyklebane         | Axel Schandorff             | Ib Vagn Hansen          | Jens Aage Nielsen       |
| 1950 | Ordrupbanen              | Ove Krogh Rants             |                         |                         |
| 1951 | Aarhus Cyklebane         | Ove Krogh Rants             | Jens Juul Eriksen       | Ove Claus Hansen        |
| 1952 | Ordrupbanen              | Ib Vagn Hansen              |                         |                         |
| 1953 | Aarhus Cyklebane         | Verner Andresen             | Jens Juul Eriksen       | Ove Krogh Rants         |
| 1954 | Ordrupbanen              | Bengt Hjortbøl              |                         |                         |
| 1955 | Aarhus Cyklebane         | Ejvind Holmstrup            | Bengt Hjortbøl          | Eigil Stephensen        |
| 1956 | Ordrupbanen              | Bengt Hjortbøl              |                         |                         |
| 1957 | Aarhus Cyklebane         | Bengt Hjortbøl              | Willy Beckmann          | Kurt Meldby             |
| 1958 |                          | Kurt Meldby                 |                         |                         |
| 1959 |                          | Kurt Meldby                 |                         |                         |
| 1960 | Aarhus Cyklebane         | Kurt Meldby                 | Allan Kert              | Willy Beckmann          |
| 1961 | Ordrupbanen              | Preben Duckert              | Flemming Jensen         | Kurt Meldby             |
| 1962 | Odense Cyklebane         | Per Sarto                   | Preben Duckert          | Steen Hoffmann Jensen   |
| 1963 | Aarhus Cyklebane         | Niels Fredborg              | Flemming Jensen         | Preben Duckert          |
| 1964 | Ordrpbanen               | Peder Pedersen              | Jan Ingstrup            |                         |
| 1965 | Odense Cyklebane         | Peder Pedersen              |                         |                         |
| 1966 | Aarhus Cyklebane         | Niels Fredborg              | Peder Pedersen          | Jan Ingstrup            |
| 1967 | Ordrupbanen              | Jan Ingstrup                | Jørgen Jensen           | Peder Pedersen          |
| 1968 | Odense Cyklebane         | Niels Fredborg              | Peder Pedersen          | Per Sarto               |
| 1969 | Aarhus Cyklebane         | Peder Pedersen              | Niels Fredborg          | Jørgen Jensen           |
| 1970 | Ordrupbanen              | Peder Pedersen              | Niels Fredborg          | Erik Pedersen           |
| 1971 | Odense Cyklebane         | Peder Pedersen              | Jørgen Jensen           | Tommy Petersen          |
| 1972 | Aarhus Cyklebane         | Peder Pedersen              | Niels Fredborg          | Tommy Petersen          |
| 1973 | Ordrupbanen              | Peder Pedersen              | Peter Hansen            | Jan F. Pedersen         |
| 1974 | Odense Cyklebane         | Niels Fredborg              | Per Fauerschou          | Bjarne Sørensen         |
| 1975 | Aarhus Cyklebane         | Niels Fredborg              | Bjarne Sørensen         | Jan F. Pedersen         |
| 1976 | Ordrupbanen              | Henrik Saleé                | Niels Fredborg          | Svend Ulstrup           |
| 1977 | Odense Cyklebane         | Bjarne Sørensen             | Henrik Saleé            | Svend Ulstrup           |
| 1978 | Aarhus Cyklebane         | Bjarne Sørensen             | Henrik Saleé            | Peter Langkilde         |
| 1979 | Ordrupbanen              | Henrik Saleé                | Frank H. Jørgensen      | Peter Langkilde         |
| 1980 | Odense Cyklebane         | Henrik Saleé                | Frank H. Jørgensen      | Peter Ellegaard         |
| 1981 | Aarhus Cyklebane         | Henrik Saleé                | Frank H. Jørgensen      | Svend Aage Schmidt      |
| 1982 | Ordrupbanen              | Henrik Saleé                | René Gullach            | Brian Christensen       |
| 1983 | Odense Cyklebane         | Henrik Saleé                | René Gullach            | Per Iversen             |
| 1984 | Aarhus Cyklebane         | Henrik Saleé                | Brian Christensen       | Jan Møller              |
| 1985 | Ordrupbanen              | René Gullach                | Brian Christensen       | Niels Poulsen           |
| 1986 | Odense Cyklebane         | René Gullach                | Johnny Franck           | Niels Poulsen           |
| 1987 | Aarhus Cyklebane         | René Gullach                | Brian Rasmussen         | Niels Poulsen           |
| 1988 | Ordrupbanen              | René Gullach                | Niels Poulsen           | Brian Dandanell         |
| 1989 | Odense Cyklebane         | René Gullach                | Brian Dandanell         | Lars Brian Nielsen      |
| 1990 | Aarhus Cyklebane         | Lars Brian Nielsen          | René Gullach            | Brian Dandanell         |
| 1991 | Ordrupbanen              | Lars Brian Nielsen          | René Gullach            | Brian Dandanell         |
| 1992 | Odense Cyklebane         | Lars Brian Nielsen          | John E. Jensen          | Henrik Hammel           |
| 1993 | Aarhus Cyklebane         | Lars Brian Nielsen          | Brian Dandanell         | John E. Jensen          |
| 1994 | Ordrupbanen              | Lars Brian Nielsen          | Brian Dandanell         | John E. Jensen          |
| 1995 | Odense Cyklebane         | Lars Brian Nielsen          | Dion Åkerstrøm          | Brian Dandanell         |
| 1996 | Ordrupbanen              | Lars Brian Nielsen          | Jesper Rasmussen        | Brian Dandanell         |
| 1997 | Odense Cyklebane         | Lars Brian Nielsen          | Brian Dandanell         | Bo Sommer               |
| 1998 | Aarhus Cyklebane         | Brian Dandanell             | Dion Åkerstrøm          | René Gullach            |
| 1999 | Ordrupbanen              | Brian Dandanell             | Dion Åkerstrøm          | Henrik Hammel           |
| 2000 | Ordrupbanen              | Dion Åkerstrøm              | Bo Sommer               | Jesper Damgaard         |
| 2001 | Aarhus Cyklebane         | Lars Brian Nielsen          | Bo Sommer               | Mikkel Jørgensen        |
| 2002 | Ballerup Super Arena     | *                           | Alex Rasmussen          | Kim Franzpötter         |
| 2003 | Odense Cyklebane         | Henrik Nielsen              | Niels Poulsen           | Kasper Lindholm Jessen  |
| 2004 | Odense Cyklebane         | Kasper Lindholm Jessen      | Henrik Nielsen          | Claus Haldrup           |
| 2005 | Aarhus Cyklebane         | Kasper Lindholm Jessen      | Kristian Busk Jensen    | Ulrik Thomsen           |
| 2006 | Ballerup Super Arena     | Kasper Lindholm Jessen      | Jesper Schack           | Philip Nicholas Nielsen |
| 2007 | Ballerup Super Arena     | Kasper Lindholm Jessen      | Bernhard Franzpötter    | Kim Franzpötter         |
| 2008 | Ballerup Super Arena     | Kasper Lindholm Jessen      | Bernhard Franzpötter    | Dion Åkerstrøm          |
| 2009 | Ballerup Super Arena     | Kasper Lindholm Jessen      | Lars Brian Nielsen      | Bernhard Franzpötter    |
| 2010 | Ballerup Super Arena     | Kasper Lindholm Jessen      | Thore Bradtberg         | Bernhard Franzpötter    |
| 2011 | Ballerup Super Arena     | Bernhard Franzpötter        | Kasper Lindholm Jessen  | Troels Christensen      |
| 2012 | Ballerup Super Arena     | Bernhard Franzpötter        | Frederik Bohé           | Kristian Karstoft       |
| 2013 | Ballerup Super Arena     | William Rimkratt-Milkowski  | Mathias Lindberg        | Sebastian Refsgaard     |
| 2014 | Ballerup Super Arena     | Henrik Scharling            | Frederik Bohé           | Mathias Munk Andersen   |
| 2015 | Thorvald Ellegaard Arena | William Rimkratt-Milkowski  | Jakob Joensen           | Henrik Scharling        |
| 2016 | Aarhus Cyklebane         | William Rimkratt-Milkowski  | Morten Høgh Abel Jensen | Matias Munk Andersen    |
| 2017 | Ballerup Super Arena     | William Rimkratt-Milkowski  | Tim Bendtsen            | Rasmus Søgaard          |
| 2018 | Thorvald Ellegaard Arena | William Rimkratt-Milkowski  | Tim Bendtsen            | Martin Steffensen       |
| 2019 | Aarhus Cyklebane         | William Rimkratt-Milkowski  | Tim Bendtsen            | Rasmus Søgaard          |
| 2020 | Aarhus Cyklebane         | Tim Bendtsen                | Rasmus Søgaard          | Christoffer Bohn Ebert  |
| 2021 | Aarhus Cyklebane         | Ulrik Winkler               | Christoffer Bohn Ebert  | Bo Sommer               |

- Lars Brian Nielsen blev frataget sit mesterskaber i 2002 efter en positiv dopingtest. Testen overskred den tilladte værdi for koffein.

### Individuelt forfølgelsesløb
| År    | Bane                     | Guld                    | Sølv                     | Bronze                     |
| ----- | ------------------------ | ----------------------- | ------------------------ | -------------------------- |
| 1940* | Ordrupbanen              | Alfred Nicolaisen       |                          |                            |
| 1941* | Ordrupbanen              | Edgar Christensen       |                          |                            |
| 1942* | Ordrupbanen              | Edgar Christensen       |                          |                            |
| 1943* | Ordrupbanen              | Knud E. Andersen        |                          |                            |
| 1944* | Aarhus Cyklebane         | Børge Gissel            | Max Jørgensen            | Egon Dalbjørn              |
| 1945* | Aarhus Cyklebane         | Børge Gissel            | Edgar Christensen        | Finn Schultz               |
| 1946  | Ordrupbanen              | Børge Gissel            |                          |                            |
| 1947  | Aarhus Cyklebane         | Knud E. Andersen        | Børge Gissel             | Max Jørgensen              |
| 1948  | Aarhus Cyklebane         | Knud E. Andersen        | Børge Gissel             | Børge Mortensen            |
| 1949  | Ordrupbanen              | Knud E. Andersen        |                          |                            |
| 1950  | Odense Cyklebane         | Max Jørgensen           |                          |                            |
| 1951  | Ordrupbanen              | Bent E. Jørgensen       |                          |                            |
| 1952  | Aarhus Cyklebane         | Knud E. Andersen        |                          |                            |
| 1953  |                          | Eluf Dalgaard           |                          |                            |
| 1954  | Odense Cyklebane         | Jean Hansen             |                          |                            |
| 1955  |                          | Jean Hansen             |                          |                            |
| 1956  | Odense Cyklebane         | Jean Hansen             |                          |                            |
| 1957  |                          | Eluf Dalgaard           |                          |                            |
| 1958  | Aarhus Cyklebane         | Peer Therkelsen         | Kurt vid Stein           | Bent Ole Retvig            |
| 1959  | Ordrupbanen              | Kurt vid Stein          |                          |                            |
| 1960  | Ordrupbanen              | Kurt vid Stein          | Ib Reenberg              | Niels Baunsøe              |
| 1961  | Aarhus Cyklebane         | Preben Isaksson         | John Lundgren            | Kurt vid Stein             |
| 1962  | Ordrupbanen              | Preben Isaksson         | Kaj E. Jensen            | Kurt vid Stein             |
| 1963  | Odense Cyklebane         | Kaj E. Jensen           | Mogens Frey              | Preben Isaksson            |
| 1964  | Aarhus Cyklebane         | Mogens Frey             | Preben Isaksson          | Alf Johansen               |
| 1965  | Ordrupbanen              | Preben Isaksson         |                          |                            |
| 1966  | Odense Cyklebane         | Mogens Frey             | Preben Isaksson          | Reno B. Olsen              |
| 1967  | Aarhus Cyklebane         | Mogens Frey             | Preben Isaksson          | Gunnar Asmussen            |
| 1968  | Ordrupbanen              | Mogens Frey             | Reno B. Olsen            | Gunnar Asmussen            |
| 1969  | Odense Cyklebane         | Bjørn Persson           | Benny Nielsen            | Gunnar Asmussen            |
| 1970  | Aarhus Cyklebane         | Gunnar Asmussen         | Gunner L. Jonsson        | Ove Jensen                 |
| 1971  | Ordrupbanen              | Reno B. Olsen           | Niels Fredborg           | Jan Jensen                 |
| 1972  | Odense Cyklebane         | Reno B. Olsen           | Jørgen Bro Christiansen  | Svend Erik Bjerg           |
| 1973  | Aarhus Cyklebane         | Reno B. Olsen           | Jørn Lund                | Ivar Jakobsen              |
| 1974  | Ordrupbanen              | Ivar Jakobsen           | Kjell Rodian             | Jørn Lund                  |
| 1975  | Aarhus Cyklebane         | Ivar Jakobsen           | Gunnar Asmussen          | Henning Larsen             |
| 1976  | Ordrupbanen              | Bjarne Sørensen         | Kim G. Svendsen          | Ivar Jakobsen              |
| 1977  | Odense Cyklebane         | Hans-Henrik Ørsted      | Kim G. Svendsen          | Henning Larsen             |
| 1978  | Aarhus Cyklebane         | Hans-Henrik Ørsted      | Henning Larsen           | Jens Schrøder              |
| 1979  | Ordrupbanen              | Henning Larsen          | Per Jensen               | Niels R. Pedersen          |
| 1980  | Odense Cyklebane         | Hans-Henrik Ørsted      | Claus Rasmussen          | Karsten Kure               |
| 1981  | Aarhus Cyklebane         | Dan Frost               | Michael Marcussen        | Claus Rasmussen            |
| 1982  | Ordrupbanen              | Claus Rasmussen         | Stig Larsen              | Michael Marcussen          |
| 1983  | Odense Cyklebane         | Jørgen V. Pedersen      | Dan Frost                | Kenneth Røpke              |
| 1984  | Aarhus Cyklebane         | Jørgen V. Pedersen      | Dan Frost                | Michael Marcussen          |
| 1985  | Ordrupbanen              | Dan Frost               | Jesper Skibby            | Lars Otto Olsen            |
| 1986  | Odense Cyklebane         | Dan Frost               | Peter Clausen            | Lars Otto Olsen            |
| 1987  | Aarhus Cyklebane         | Dan Frost               | Peter Clausen            | Lars Otto Olsen            |
| 1988  | Ordrupbanen              | Peter Clausen           | Dan Frost                | Jesper Steensberg          |
| 1989  | Odense Cyklebane         | Peter Clausen           | Dan Frost                | Jan Bo Petersen            |
| 1990  | Aarhus Cyklebane         | Jan Bo Petersen         | Dan Frost                | Jesper Steensberg          |
| 1991  | Ordrupbanen              | Jan Bo Petersen         | Jesper Verdi             | Jesper Steensberg          |
| 1992  | Odense Cyklebane         | Søren Sørensen          | Jan Bo Petersen          | Klaus Kynde                |
| 1993  | Aarhus Cyklebane         | Jan Bo Petersen         | Klaus Kynde              | Jimmi Madsen               |
| 1994  | Ordrupbanen              | Jimmi Madsen            | Jan Bo Petersen          | Michael Steen Nielsen      |
| 1995  | Odense Cyklebane         | Jan Bo Petersen         | Michael Steen Nielsen    | Frederik Bertelsen         |
| 1996  | Ordrupbanen              | Michael Sandstød        | Jimmi Madsen             | Frederik Bertelsen         |
| 1997  | Odense Cyklebane         | Michael Sandstød        | Jimmi Madsen             | Frederik Bertelsen         |
| 1998  | Ordrupbanen              | Michael Sandstød        | Ronny Lerche             | Tom Dalkvist               |
| 1999  | Ordrupbanen              | Michael Sandstød        | Jimmi Madsen             | Michael Steen Nielsen      |
| 2000  | Ordrupbanen              | Jimmi Madsen            | Tayeb Braikia            | Dennis Rasmussen           |
| 2001  | Aarhus Cyklebane         | Mads Christensen        | Jimmi Madsen             | Morten Voss Christiansen   |
| 2002  | Ballerup Super Arena     | Jimmy Hansen            | Morten Voss Christiansen | Jens-Erik Madsen           |
| 2003  | Odense Cyklebane         | Jimmy Hansen            | Alex Rasmussen           | Gøran Jensen               |
| 2004  | Odense Cyklebane         | Alex Rasmussen          | Jens-Erik Madsen         | Michael Berling            |
| 2005  | Odense Cyklebane         | Alex Rasmussen          | Casper Jørgensen         | Daniel Kreutzfeldt         |
| 2006  | Ballerup Super Arena     | Alex Rasmussen          | Casper Jørgensen         | Jens-Erik Madsen           |
| 2007  | Ballerup Super Arena     | Alex Rasmussen          | Casper Jørgensen         | Michael Færk Christensen   |
| 2008  | Ballerup Super Arena     | Alex Rasmussen          | Casper Jørgensen         | Jacob Moe Rasmussen        |
| 2009  | Ballerup Super Arena     | Rasmus Christian Quaade | Jens-Erik Madsen         | Michael Færk Christensen   |
| 2010  | Ballerup Super Arena     | Niki Byrgesen           | Christian Ranneries      | Lasse Norman Hansen        |
| 2011  | Ballerup Super Arena     | Lasse Norman Hansen     | Rasmus Christian Quaade  | Casper Von Folsach         |
| 2012  | Ballerup Super Arena     | Rasmus Christian Quaade | Lasse Norman Hansen      | Casper Von Folsach         |
| 2013  | Ballerup Super Arena     | Casper Von Folsach      | Anders Holm Christensen  | Emil Wang                  |
| 2014  | Ballerup Super Arena     | Casper Von Folsach      | Henrik Scharling         | Mathias Lindberg Mortensen |
| 2015  | Thorvald Ellegaard Arena | Julius Johansen         | Anders Holm Christensen  | Frederik Rodenberg         |
| 2016  | Aflyst                   |                         |                          |                            |
| 2017  | Thorvald Ellegaard Arena | Niklas Larsen           | Casper Von Folsach       | Julius Johansen            |
| 2018  | Ballerup Super Arena     | Mikkel Bjerg            | Frederik Egehus          | Anders Fynbo               |
| 2019  | Thorvald Ellegaard Arena | Anders Fynbo            | Marckus Njor             | Arne Birkemose             |
| 2020  |                          |                         |                          |                            |
| 2021  |                          |                         |                          |                            |

- Amatørerne kørte over 5.000 meter frem til og med 1945, fra 1946 ændredes distancen til 4.000 meter.

### 1.000 meter på tid
| År   | Bane                     | Guld                    | Sølv                    | Bronze                   |
| ---- | ------------------------ | ----------------------- | ----------------------- | ------------------------ |
| 1966 | Odense Cyklebane         | Niels Fredborg          | Jan Ingstrup            | Jørgen Lindegaard        |
| 1967 | Aarhus Cyklebane         | Niels Fredborg          | Peder Pedersen          | Jan Ingstrup             |
| 1968 | Ordrupbanen              | Niels Fredborg          | Peder Pedersen          | Jørgen Jensen            |
| 1969 | Odense Cyklebane         | Niels Fredborg          | Peder Pedersen          | Svend Aage Schmidt       |
| 1970 | Aarhus Cyklebane         | Niels Fredborg          | Peder Pedersen          | Bjørn Vind               |
| 1971 | Ordrupbanen              | Peder Pedersen          | Bjørn Vind              | Peter Teofelius          |
| 1972 | Odense Cyklebane         | Niels Fredborg          | Peder Pedersen          | Peter Hansen             |
| 1973 | Aarhus Cyklebane         | Peder Pedersen          | Niels Fredborg          | Bjarne Sørensen          |
| 1974 | Ordrupbanen              | Niels Fredborg          | Bjarne Sørensen         | Kim G. Svendsen          |
| 1975 | Odense Cyklebane         | Niels Fredborg          | Bjarne Sørensen         | Kim G. Svendsen          |
| 1976 | Aarhus Cyklebane         | Niels Fredborg          | Bjarne Sørensen         | Svend Ulstrup            |
| 1977 | Ordrupbanen              | Bjarne Sørensen         | Svend Ulstrup           | Claus Rasmussen          |
| 1978 | Odense Cyklebane         | Bjarne Sørensen         | Peter Ellegaard         | Claus Rasmussen          |
| 1979 | Aarhus Cyklebane         | Bjarne Sørensen         | Peter Ellegaard         | Claus Rasmussen          |
| 1980 | Ordrupbanen              | Claus Rasmussen         | Bjarne Sørensen         | Stig Larsen              |
| 1981 | Odense Cyklebane         | Claus Rasmussen         | Stig Larsen             | Jan Møller               |
| 1982 | Aarhus Cyklebane         | Claus Rasmussen         | Stig Larsen             | Kenneth Bering           |
| 1983 | Ordrupbanen              | Claus Rasmussen         | Stig Larsen             | Kenneth Røpke            |
| 1984 | Odense Cyklebane         | Kenneth Røpke           | Claus Rasmussen         | Jørgen V. Pedersen       |
| 1985 | Ordrupbanen              | Kenneth Røpke           | Claus Rasmussen         | Niels Poulsen            |
| 1986 | Odense Cyklebane         | Kenneth Røpke           | Johnny Franck           | Claus Rasmussen          |
| 1987 | Aarhus Cyklebane         | Kenneth Røpke           | Niels Poulsen           | Johnny Franck            |
| 1988 | Ordrupbanen              | Kenneth Røpke           | Niels Poulsen           | John E. Jensen           |
| 1989 | Odense Cyklebane         | Kenneth Røpke           | John E. Jensen          | Niels Poulsen            |
| 1990 | Aarhus Cyklebane         | Kenneth Røpke           | John E. Jensen          | Niels Poulsen            |
| 1991 | Ordrupbanen              | Niels Poulsen           | Kenneth Røpke           | Henrik Hammel            |
| 1992 | Odense Cyklebane         | Henrik Hammel           | Kenneth Røpke           | Tayeb Braikia            |
| 1993 | Aarhus Cyklebane         | Kenneth Røpke           | Tayeb Braikia           | Niels Poulsen            |
| 1994 | Ordrupbanen              | Henrik Hammel           | Tayeb Braikia           | Niels Poulsen            |
| 1995 | Odense Cyklebane         | Henrik Hammel           | Thue Houlberg Hansen    | Michael Steen Nielsen    |
| 1996 | Odense Cyklebane         | Lars Brian Nielsen      | Michael Sandstød        | Brian Dandanell          |
| 1997 | Ordrupbanen              | Brian Dandanell         | Dion Åkerstrøm          | Thue Houlberg Hansen     |
| 1998 | Ordrupbanen              | Henrik Hammel           | Brian Dandanell         | René Gullach             |
| 1999 | Ordrupbanen              | Henrik Hammel           | Dion Åkerstrøm          | Brian Dandanell          |
| 2000 | Ikke afholdt             |                         |                         |                          |
| 2001 | Aarhus Cyklebane         | Alex Rasmussen          | Lars Brian Nielsen      | Mikkel Kristensen        |
| 2002 | Odense Cyklebane         | Alex Rasmussen          | Casper Jørgensen        | Anders Michaelsen        |
| 2003 | Odense Cyklebane         | Alex Rasmussen          | Casper Jørgensen        | Lars Høgh Thomsen        |
| 2004 | Odense Cyklebane         | Alex Rasmussen          | Casper Jørgensen        | Claus Haldrup            |
| 2005 | Aarhus Cyklebane         | Alex Rasmussen          | Casper Jørgensen        | Kasper Lindholm Jessen   |
| 2006 | Ballerup Super Arena     | Alex Rasmussen          | Kasper Lindholm Jessen  | Casper Jørgensen         |
| 2007 | Ballerup Super Arena     | Kasper Lindholm Jessen  | Casper Jørgensen        | Daniel Kreutzfeldt       |
| 2008 | Ballerup Super Arena     | Casper Jørgensen        | Daniel Kreutzfeldt      | Michael Færk Christensen |
| 2009 | Ballerup Super Arena     | Jens-Erik Madsen        | Philip Nicolas Nielsen  | Daniel Kreutzfeldt       |
| 2010 | Ballerup Super Arena     | Lasse Norman Hansen     | Niki Byrgesen           | Christian Ranneries      |
| 2011 | Ballerup Super Arena     | Lasse Norman Hansen     | Christian Ranneries     | Casper Von Folsach       |
| 2012 | Ikke afholdt             |                         |                         |                          |
| 2013 | Ballerup Super Arena     | Anders Holm Christensen | Lasse Norman Hansen     | Casper Von Folsach       |
| 2014 | Ballerup Super Arena     | Casper Phillip Pedersen | Casper Von Folsach      | Henrik Scharling         |
| 2015 | Thorvald Ellegaard Arena | Frederik Rodenberg      | Lasse Norman Hansen     | Casper Phillip Pedersen  |
| 2016 | Ikke afholdt             |                         |                         |                          |
| 2017 | Thorvald Ellegaard Arena | Niklas Larsen           | Kristian Kaimer Eriksen | Julius Johansen          |
| 2018 | Ballerup Super Arena     | Mikkel Bjerg            | Frederik Egehus         | Tim Bendtsen             |
| 2019 | Thorvald Ellegaard Arena | Tim Bendtsen            | Anders Fynbo            | Arne Birkemose           |
| 2020 |                          |                         |                         |                          |
| 2021 |                          |                         |                         |                          |

### Keirin
| År   | Bane                 | Guld                       | Sølv               | Bronze           |
| ---- | -------------------- | -------------------------- | ------------------ | ---------------- |
| 1994 | Ordrupbanen          | Henrik Hammel              | Lars Brian Nielsen | Brian Dandanell  |
| 1995 | Odense Cyklebane     | Lars Brian Nielsen         | Brian Dandanell    | Dion Åkerstrøm   |
| 1996 | Aarhus Cyklebane     | Lars Brian Nielsen         | Brian Dandanell    | Dion Åkerstrøm   |
| 1997 | Aarhus Cyklebane     | Lars Brian Nielsen         | Brian Dandanell    | Dion Åkerstrøm   |
| 1998 | Ordrupbanen          | Dion Åkerstrøm             | Bo Sommer          | Henrik Hammel    |
| 1999 | Ordrupbanen          | Brian Dandanell            | Dion Åkerstrøm     | Bo Sommer        |
| 2000 | Ordrupbanen          | Dion Åkerstrøm             | Bo Sommer          | Niels Poulen     |
| 2018 | Aarhus Cyklebane     | William Rimkratt-Milkowski | Rasmus Søgaard     | Tim Bendtsen     |
| 2019 | Ballerup Super Arena | Tim Bendtsen               | Chris Bohn Ebert   | Jens Chr. Dichie |
| 2020 | Ikke afholdt         |                            |                    |                  |
| 2021 | Ballerup Super Arena | Oskar Winkler              | Rasmus Bøgh Wallin | Chris Bohn Ebert |

### Holdløb
| År   | Bane                     | Guld | Sølv | Bronze |
| ---- | ------------------------ | --- | --- | --- |
| 1962 | Aarhus Cyklebane         | København Preben Isaksson Kurt vid Stein Ib Reenberg Bent Hansen                                                            | Aarhus John Lundgren Ib Sejersen Mogens Eriksen Svend Aage Christensen                                          | Odense Kaj E. Jensen Kurt Rasmussen Ole Bækgaard Jørgen Bang Nielsen                                      |
| 1963 | Ordrupbanen              | København 1 Preben Isaksson Kurt vid Stein Bent Hansen Mogens Frey                                                          | København 2 Søren Poulsen Walther Larsen Alf Johansen Ib Reenberg                                               | Odense |
| 1964 | Odense Cyklebane         | København Preben Isaksson Kurt vid Stein Mogens Frey Bent Hansen                                                            | | |
| 1965 | Aarhus Cyklebane         | Odense Kaj E. Jensen Ove Petersen Jørgen Lønsmann Erik G. Hansen                                                            | København Preben Isaksson Per Lyngemark Preben Duckert Jan Ingstrup                                             | Aarhus Niels Fredborg Poul Nielsen Gunnar Asmussen Ib Klostergaard                                        |
| 1966 | Ordrupbanen              | København 1 Preben Isaksson Reno B. Olsen Erling Laursen Jan Ingstrup                                                       | Aarhus | København 2 Freddy Svendsen Richard Strange Bengt Lund Junker Jørgensen                                   |
| 1967 | Odense Cyklebane         | København 1 Preben Isaksson Reno B. Olsen Erling Laursen Jan Ingstrup                                                       | København 2 Bent Pedersen Heine vid Stein John Zangenberg Billy Hinke                                           | Aarhus Henning Jensen Gunnar Asmussen Finn Jensen Gunner L. Jonsson                                       |
| 1968 | Aarhus Cyklebane         | København 1 Mogens Frey Rene B. Olsen Per Lyngemark Peder Pedersen                                                          | Aarhus Niels Fredborg Gunnar Asmussen Erling Laursen Gunner L. Jonsson                                          | København 2 John Zangenberg Bent Pedersen Per Iversen Heine vid Stein                                     |
| 1969 | Ordrupbanen              | Aarhus Niels Fredborg Gunnar Asmussen Poul Nielsen Gunner L. Jonsson                                                        | København 1 Peder Pedersen Per Lyngemark Jørgen Lønsmann Bent Pedersen                                          | København 2 Benny Andersen Bjørn Persson John Zangenberg Flemming W. Pedersen                             |
| 1970 | Odense Cyklebane         | Aarhus Niels Fredborg Gunnar Asmussen Poul Nielsen Gunner L. Jonsson                                                        | København John Zangenberg Peter Teofelius Bjørn Vind Jørgen B. Christiansen                                     | Odense Poul G. Hansen Jan Jessen Allan Poulsen Steen Bak Christensen                                      |
| 1971 | Aarhus Cyklebane         | Aarhus Niels Fredborg Gunnar Asmussen Poul Nielsen Gunner L. Jonsson                                                        | København Reno B. Olsen Bent L. Pedersen Peter Teofelius Ulrich Nedergaard                                      | Odense Poul G. Hansen Jan Jessen Tage Christensen Poul E. Hansen                                          |
| 1972 | Ordrupbanen              | København 1 Reno B. Olsen Per Lyngemark Svend Erik Bjerg Bent L. Pedersen                                                   | Aarhus Niels Fredborg Gunnar Asmussen Thorkild Berg Gunner L. Jonsson                                           | København 2 John Zangenberg Per Ovesen Finn Clausen Jørgen B. Christiansen                                |
| 1973 | Odense Cyklebane         | København Reno B. Olsen Bjarne Sørensen Finn Clausen Ivar Jakobsen                                                          | Odense Evan Rasmussen Per Andersen Claes Larsen Jørgen Lønsmann                                                 | Aarhus Niels Fredborg Jan F. Pedersen Allan Hillers Anker Wonzyld                                         |
| 1974 | Aarhus Cyklebane         | Aarhus Niels Fredborg Gunnar Asmussen Jørn Lund Jan F. Pedersen                                                             | København 1 Kim G. Svendsen Ivar Jakobsen Bjarne Sørensen Jens Collitz                                          | København 2 Jørgen Bro Christiansen Kim Refshammer Kent Bunstedt Henrik Salée                             |
| 1975 | Ordrupbanen              | København 1 Kim G. Svendsen Ivar Jakobsen Bjarne Sørensen Hans-Henrik Ørsted                                                | Aarhus Niels Fredborg Gunnar Asmussen Max Strunge Jan F. Pedersen                                               | København 2 Bent L. Petersen Kim Refshammer Finn Clausen René Bachau                                      |
| 1976 | Odense Cyklebane         | Aarhus Niels Fredborg Gunnar Asmussen Gert Frank Kurt Frisch                                                                | København Bjarne Sørensen Kim G. Svendsen Ivar Jakobsen Kim Refshammer                                          | Odense Claus Rasmussen Evan Rasmussen Per Andersen Peter Ellegaard                                        |
| 1977 | Aarhus Cyklebane         | København Bjarne Sørensen Kim G. Svendsen Hans-Henrik Ørsted Kim Refshammer                                                 | Odense Claus Rasmussen Henning Larsen Per Andersen Peter Ellegaard                                              | Aarhus Anders Årestrup Jan Haagensen Sonny Lundgren Karsten Kure                                          |
| 1978 | Ordrupbanen              | København 1 Hans-Henrik Ørsted Bjarne Sørensen Jens Schrøder Ivar Jakobsen                                                  | Odense Claus Rasmussen Henning Larsen Jørgen Nielsen Peter Ellegaard                                            | København 2 Kim Refshammer Stig Castøe Peter Oreskov Ole Persson                                          |
| 1979 | Odense Cyklebane         | Odense Claus Rasmussen Henning Larsen Lars Johansen Peter Ellegaard                                                         | København Bjarne Sørensen Jens Schrøder Per Jensen Kim Refshammer                                               | Aarhus Sonny Lundgren Karsten Kure Jan Møller Frank H. Jørgensen                                          |
| 1980 | Aarhus Cyklebane         | Odense Claus Rasmussen Henning Larsen Lars Johansen Peter Ellegaard                                                         | Aarhus Sonny Lundgren Karsten Kure Jan Møller Torben Christensen                                                | København Michael Marcussen Dan Frost Tom Breschel Steen E. Nielsen                                       |
| 1981 | Ordrupbanen              | Odense Claus Rasmussen Henning Larsen Stig Larsen Peter Ellegaard                                                           | København Michael Marcussen Dan Frost Frank Hansen Stig Castøe                                                  | Aarhus Sonny Lundgren Karsten Kure Jan Haagensen Frank H. Jørgensen                                       |
| 1982 | Odense Cyklebane         | Odense Claus Rasmussen Henning Larsen Stig Larsen Jan Møller                                                                | København 1 Michael Marcussen Dan Frost Jens Schrøder Sten E. Jensen                                            | København 2 Anders Petersen Jørgen Falkbøll Lars Otto Olsen Peter Clausen                                 |
| 1983 | Aarhus Cyklebane         | København 1 Michael Marcussen Dan Frost Jørgen V. Pedersen Brian Holm                                                       | Odense Claus Rasmussen Henning Larsen Stig Larsen Mark Kubach                                                   | København 2 Jan G. Nielsen Jens Schrøder Lars Otto Olsen Peter Clausen                                    |
| 1984 | Ordrupbanen              | København Michael Marcussen Dan Frost Jørgen V. Pedersen Brian Holm                                                         | Odense Claus Rasmussen Henning Larsen Stig Larsen Mark Kubach                                                   | Aarhus Klaus Kynde Sonny Lundgren Frank Vang Johnny Franck                                                |
| 1985 | Ordrupbanen              | København 1 Dan Frost Jan G. Nielsen Lars Otto Olsen Kennth Lyngholm                                                        | København 2 Kenneth Bering Jesper Skibby Peter Clausen' Jens Schrøder                                           | Odense Claus Rasmussen Henning Larsen Stig Larsen Mark Kubach                                             |
| 1986 | Odense Cyklebane         | København 1 Dan Frost Peter Clausen Lars Otto Olsen Kenneth Lyngholm                                                        | Odense Johnny Franck Klaus Kynde Stig Larsen Claus Rasmussen                                                    | København 2 Kenneth Røpke Jan G. Nielsen Ken Frost Jens Schrøder                                          |
| 1987 | Aarhus Cyklebane         | København 1 Dan Frost Lars Otto Olsen Peter Clausen Kenneth Lyngholm                                                        | København 2 Jan G. Nielsen Kenneth Bering Ken Frost Michael Sandstød                                            | Aarhus Johnny Franck Niels Ole Hald Lars Jensen Frank Vang                                                |
| 1988 | Ordrupbanen              | København 1 Dan Frost Lars Otto Olsen Peter Clausen Ken Frost                                                               | København 2 Jimmi Madsen Peter Steensberg Jan G. Nielsen Michael Sandstød                                       | København 3 Brian Dandanell Niels Poulsen Henrik Hammel John E. Jensen                                    |
| 1989 | Odense Cyklebane         | København 1 Dan Frost Jan Bo Petersen Peter Clausen Jimmi Madsen                                                            | Aarhus Bjarne Rasmussen Johnny Franck Peter Meinert Claus Thomsen                                               | København 2 Kenneth Berring Ronny Lerche Jan G. Nielsen Michael Sandstød                                  |
| 1990 | Aarhus Cyklebane         | Odense Dan Frost Ken Frost Peter Clausen Jesper Verdi                                                                       | København 1 Jan Bo Petersen Jimmi Madsen Jesper Steensberg Ole Erichsen                                         | København 2 Michael Hansen Henrik Hammel Flemming Kirkegaard Jørgen Bo Petersen                           |
| 1991 | Ordrupbanen              | København 1 Jan Bo Petersen Jimmi Madsen Flemming Trøigaard Michael Sandstød                                                | København 2 Ole Erichsen Ronny Lerche Jesper Steensberg Henrik Bandsholm                                        | Odense Bo Illum Ken Frost Vagn Scharling Jesper Verdi                                                     |
| 1992 | Odense Cyklebane         | København Jan Bo Petersen Jimmi Madsen Flemming Trøigaard Michael Sandstød                                                  | Jylland/Fyn 1 Klaus Kynde Tayeb Braikia Dan Frost Ken Frost                                                     | Jylland/Fyn 2 Martin Rasmussen Niels Sørensen Per Verdi Jacob Piil                                        |
| 1993 | Aarhus Cyklebane         | København 1 Jimmi Madsen Lars Otto Olesen Ken Frost Jan Bo Petersen                                                         | Jylland/Fyn Klaus Kynde Dennis Rasmussen Jesper Verdi Brian Dalgaard                                            | København 2 Frederik Bertelsen Henrik Bandsholm Flemming Kirkegaard Simon Tvede                           |
| 1994 | Ordrupbanen              | Jylland/Fyn Klaus Kynde Jesper Verdi Jakob Piil Rud Jacobsson Pascal Carrara                                                | København 1 Frederik Bertelsen Michael Sandstød Lars Otto Olsen Jimmi Madsen Jan Bo Petersen                    | København 2 Michael Steen Nielsen Hans Chr. Lykkegaard Tayeb Braikia Flemming Kirkegaard Kenneth Røpke    |
| 1995 | Odense Cyklebane         | København Michael Sandstød Ronny Lerche Frederik Bertelsen Michael Steen Nielsen Lars Otto Olsen                            | Jylland/Fyn 1 Andreas Kloster Thue Houlberg Hansen Nicolai Palm Jacob Nielsen Morten Voss Christiansen          | Jylland/Fyn 2 Jakob Piil Arv Hvam Torben Weppler Niels Sørensen                                           |
| 1996 | Odense Cyklebane         | København Jimmi Madsen Tayeb Braikia Michael Sandstød Frederik Bertelsen                                                    | Jylland/Fyn 1 Dennis Rasmussen Arv Hvam Henrik Hammel Jakob Piil                                                | Jylland/Fyn 2 Morten Voss Christiansen Thue Houlberg Hansen Nicolai Palm Andreas Kloster                  |
| 1997 | Ordrupbanen              | København Tayeb Braikia Michael Sandstød Frederik Bertelsen Jimmi Madsen                                                    | Odense Arv Hvam Jan Bo Petersen Henrik Hammel Jakob Piil                                                        | Jylland/Fyn Bekim Leif Christensen Morten Voss Christiansen Martin Dyrgaard Bjarke Nielsen                |
| 1998 | Odense Cyklebane         | Team Acceptcard Jimmi Madsen Tayeb Braikia Jakob Piil Kim Marcussen                                                         | ABC Anders Raastrup Kristensen Søren Olsen Morten Tamstrup Camillo Gravesen                                     | Jylland/Fyn 2 Michael Berling Thomas Hald Geert Brændholt Kristian Busk Jensen                            |
| 1999 | Ordrupbanen              | Jylland/Fyn 1 Michael Sandstød Michael Steen Nielsen Jacob Filipowicz Jens-Erik Madsen                                      | Jylland/Fyn 2 Nicolaj Palm Hansen Thue Houlberg Hansen Morten Voss Christiansen Brian Funder Pedersen           | København Jimmi Madsen Danny Jonasson Jon Henriksen Morten Tamstrup                                       |
| 2000 | Ordrupbanen              | Jylland/Fyn 1 Thue Houlberg Hansen Morten Voss Christiansen Jacob Filipowicz Jens-Erik Madsen                               | København Janif Hecht Jesper Damgaard Anders Raastrup Kristensen Morten Tamstrup                                | Jylland/Fyn 2 Dennis Rasmussen Max Sloth Nielsen René Lohse Per Verdi                                     |
| 2001 | Aarhus Cyklebane         | Jylland/Fyn 1 Alex Rasmussen Mads Christensen Morten Voss Christiansen Dennis Rasmussen                                     | København Jesper Damgaard Anders Raastrup Kristensen Jimmy Hansen Jimmi Madsen                                  | Jylland/Fyn 2 Jacob Filipowicz Max Sloth Jens-Erik Madsen Michael Berling                                 |
| 2002 | Ballerup Super Arena     | København Jimmy Hansen Lars Høg Thomsen Michael Smith Larsen Morten Rejnhold                                                | Odense Casper Jørgensen Kristian Busk Jensen Michael Berling Alex Rasmussen                                     | Jylland Morten Voss Christiansen Jens-Erik Madsen Gøran Jensen Max Sloth                                  |
| 2003 | Odense Cyklebane         | Team Grøn Synergi Casper Jørgensen Michael Berling Alex Rasmussen Jakob Dyrgaard                                            | København Marc Hansen Hester Morten Rejnhold Michael Mørkøv Christensen Lars Høg Thomsen                        | Jylland Jimmy Hansen Max Sloth Nielsen Gøran Jensen Michael Smith Larsen                                  |
| 2004 | Odense Cyklebane         | Team Odense Energi Michael Berling Casper Jørgensen Alex Rasmussen Jakob Dyrgaard                                           | København Thomas Dalsted Bo Strand Olsen Michael Demin Michael Mørkøv Christensen                               | Odense Kasper Linde Jørgensen Kasper Lindholm Jessen Carsten Sørensen Kristian Busk Jensen                |
| 2005 | Ballerup Super Arena     | Team Odense Energi Alex Rasmussen Michael Berling Casper Jørgensen Jakob Dyrgaard                                           | København 1 Kasper Thustrup Daniel Kreutzfeldt Thomas Kristiansen Mads Wulff Rydicher                           | København 2 Philip Nicolas Nielsen Nikola Aistrup Jesper Mørkøv Rasmus Damm                               |
| 2006 | Ballerup Super Arena     | Team Odense Energi Alex Rasmussen Casper Jørgensen Daniel Kreutzfeldt Martin Lollesgaard                                    | Jylland Michael Smith Larsen Michael Færk Christensen Morten Voss Christiansen Jens-Erik Madsen                 | København Michael Mørkøv Christensen Mikkel Schiøler Christian Ranneries Morten Øllegaard                 |
| 2007 | Ballerup Super Arena     | Team Odense Energi Alex Rasmussen Casper Jørgensen Daniel Kreutzfeldt Martin Lollesgaard                                    | Jylland/Fyn Michael Berling Michael Færk Christensen Kasper Linde Jørgensen Jesper Mørkøv                       | København Michael Mørkøv Christian Ranneries Marc Hansen Hester Mikkel Schiøler                           |
| 2008 | Ballerup Super Arena     | Team GLS Pakke Shop Jacob Moe Rasmussen Michael Mørkøv Nikola Aistrup Casper Jørgensen                                      | Jylland/Fyn Michael Berling Michael Færk Christensen Jens-Erik Madsen Alex Rasmussen                            | Odense Daniel Kreutzfeldt Martin Lollesgaard Jesper Mørkøv Martin Hansen                                  |
| 2009 | Ballerup Super Arena     | Aflyst | | |
| 2010 | Ikke afholdt             | | | |
| 2011 | Ikke afholdt             | | | |
| 2012 | Ikke afholdt             | | | |
| 2013 | Ikke afholdt             | | | |
| 2014 | Thorvald Ellegaard Arena | IBT Isolering Daniel Hartvig Martin Hammer Henrik Scharling Mathias Linderod                                                | Aarhus Michael Berling Johannes Ollerup Sall Andreas Gylling Johan Tidemann Langballe                           | København Julius Johansen Lasse Jakobsen Kristoffer Damberg Kim Sørensen                                  |
| 2015 | Thorvald Ellegaard Arena | Team Riwal-Platform Kasper Linde Casper von Folsach Casper P. Pedersen Jesper Mørkøv                                        | DBC Julius Johansen Sebastian Hartvigsen Anders Fynbo Kristoffer Damberg                                        | Aarhus Rasmus Quaade Johan Tidemann Langballe Nicklas O. Pedersen Morten Høgh Abel Jensen                 |
| 2016 | Ballerup Super Arena     | Aflyst | | |
| 2017 | Thorvald Ellegaard Arena | Team Giant-Castelli Casper von Folsach Casper Phillip Pedersen Mikkel Bjerg Rasmus Christian Quaade                         | DBC Arne Birkemose Jesper Mørkøv Julius Johansen Kristian Kaimer Eriksen                                        | Aarhus Lasse Eland Rasmus Søgaard Nils Lau Nyborg Broge Jakob Frandsen                                    |
| 2018 | Ikke afholdt             | | | |
| 2019 | Ballerup Super Arena     | Team NPV Carl Ras - Roskilde Junior 1 Frederik Wandahl William Blume Levy Victor Fuhrmann Desimpelaere Tobias Lund Andresen | DBC Frederik Egehus Tobias Kongstad Arne Birkemose Anders Fynbo Rasmus Bøgh Wallin                              | Team NPV Carl Ras - Roskilde Junior 2 Andreas Byskov Sarbo Frederik Erringsø Kasper Andersen Marckus Njor |
| 2020 | Thorvald Ellegaard Arena | Team ABC Junior Carl-Frederik Bévort Nikolaj Mengel Phillip Mathiesen Sebastian Andreasson                                  | Team NPV Carl Ras - Roskilde Junior Tobias Lund Andresen Kasper Andersen Lucas Schrøder Frederik Bjørn Sørensen | DBC Arne Birkemose Anders Fynbo Benjamin Hertz Marckus Njor                                               |
| 2021 | Thorvald Ellegaard Arena | | | |

### Pointløb
| År   | Bane                     | Guld                | Sølv                     | Bronze                  |
| ---- | ------------------------ | ------------------- | ------------------------ | ----------------------- |
| 1977 | Ordrupbanen              | Bjarne Sørensen     | Kim Refshammer           | Svend Ulstrup           |
| 1978 | Odense Cyklebane         | Hans-Henrik Ørsted  | Jørgen Nielsen           | Claus Rasmussen         |
| 1979 | Aarhus Cyklebane         | Claus Rasmussen     | Niels R. Pedersen        | Kurt Frisch             |
| 1980 | Ordrupbanen              | Niels R. Pedersen   | Michael Marcussen        | Jens Schrøder           |
| 1981 | Odense Cyklebane         | Mads Vagnby         | Frank Hansen             | Michael Marcussen       |
| 1982 | Aarhus Cyklebane         | Dan Frost           | Michael Marcussen        | Stig Larsen             |
| 1983 | Ordrupbanen              | Dan Frost           | Michael Marcussen        | Jørgen V. Pedersen      |
| 1984 | Odense Cyklebane         | Michael Marcussen   | Jørgen V. Pedersen       | Dan Frost               |
| 1985 | Ordrupbanen              | Jesper Skibby       | Jens Schrøder            | Stig Larsen             |
| 1986 | Odense Cyklebane         | John Niclasson      | Ken Frost                | Klaus Kynde             |
| 1987 | Aarhus Cyklebane         | Dan Frost           | Kenneth Bering           | Michael Sandstød        |
| 1988 | Ordrupbanen              | Ken Frost           | Michael Hansen           | Dan Frost               |
| 1989 | Odense Cyklebane         | Dan Frost           | Jan Bo Petersen          | Morten Rasmussen        |
| 1990 | Aarhus Cyklebane         | Ken Frost           | Claus Thomsen            | Michael Hansen          |
| 1991 | Ordrupbanen              | Jan Bo Petersen     | Ken Frost                | Jimmi Madsen            |
| 1992 | Odense Cyklebane         | Klaus Kynde         | Flemming Trøigaard       | Dan Frost               |
| 1993 | Aarhus Cyklebane         | Ken Frost           | Klaus Kynde              | Jakob Piil              |
| 1994 | Ordrupbanen              | Jakob Piil          | Ronny Lerche             | Michael Steen Nielsen   |
| 1995 | Odense Cyklebane         | Jimmi Madsen        | Jakob Piil               | Klaus Kynde             |
| 1996 | Aarhus Cyklebane         | Michael Sandstød    | Tayeb Braikia            | Ronny Lerche            |
| 1997 | Aarhus Cyklebane         | Michael Sandstød    | Jimmi Madsen             | Frederik Bertelsen      |
| 1998 | Odense Cyklebane         | Jimmi Madsen        | Tayeb Braikia            | Ronny Lerche            |
| 1999 | Ordrupbanen              | Michael Sandstød    | Jimmi Madsen             | Jakob Piil              |
| 2000 | Ordrupbanen              | Anders Kristensen   | Tayeb Braikia            | Jimmi Madsen            |
| 2001 | Aarhus Cyklebane         | Jimmi Madsen        | Dennis Rasmussen         | Jesper Damgaard         |
| 2002 | Odense Cyklebane         | Lars Høg Thomsen    | Jens-Erik Madsen         | Michael Berling         |
| 2003 | Odense Cyklebane         | Jimmy Hansen        | Morten Voss Christiansen | Max Nielsen             |
| 2004 | Odense Cyklebane         | Michael Mørkøv      | Michael Berling          | Jens-Erik Madsen        |
| 2005 | Ballerup Super Arena     | Alex Rasmussen      | Casper Jørgensen         | Michael Berling         |
| 2006 | Ballerup Super Arena     | Michael Mørkøv      | Alex Rasmussen           | Michael Smith Larsen    |
| 2007 | Ballerup Super Arena     | Alex Rasmussen      | Michael Mørkøv           | Casper Jørgensen        |
| 2008 | Ballerup Super Arena     | Michael Mørkøv      | Alex Rasmussen           | Jesper Mørkøv           |
| 2009 | Ballerup Super Arena     | Daniel Kreutzfeldt  | Christian Ranneries      | Michael Berling         |
| 2010 | Ballerup Super Arena     | Jesper Mørkøv       | Lasse Norman Hansen      | Jens-Erik Madsen        |
| 2011 | Ballerup Super Arena     | Lasse Norman Hansen | Marc Hansen Hester       | Jesper Mørkøv           |
| 2012 | Ballerup Super Arena     | Lasse Norman Hansen | Emil Wang                | Magnus Bak Klaris       |
| 2013 | Ballerup Super Arena     | Jesper Mørkøv       | Casper Von Folsach       | Alex Rasmussen          |
| 2014 | Ballerup Super Arena     | Casper Von Folsach  | Casper Phillip Pedersen  | Daniel Hartvig          |
| 2015 | Thorvald Ellegaard Arena | Lasse Norman Hansen | Casper Von Folsach       | Casper Phillip Pedersen |
| 2016 | Ballerup Super Arena     | Casper Von Folsach  | Niklas Larsen            | Jesper Mørkøv           |
| 2017 | Thorvald Ellegaard Arena | Casper Von Folsach  | Niklas Larsen            | Julius Johansen         |
| 2018 | Ballerup Super Arena     | Lasse Norman Hansen | Casper Von Folsach       | Julius Johansen         |
| 2019 | Aarhus Cyklebane         | Lasse Norman Hansen | William Blume Levy       | Nils Lau Nyborg Broge   |
| 2020 | Aarhus Cyklebane         | Lasse Norman Hansen | Matias Malmberg          | Robin Juel Skivild      |
| 2021 | Ballerup Super Arena     | Andreas Stokbro     | Tobias Aagaard Hansen    | Mathias Larsen          |

### Parløb
| År   | Bane                     | Guld                                     | Sølv                                      | Bronze                                         |
| ---- | ------------------------ | ---------------------------------------- | ----------------------------------------- | ---------------------------------------------- |
| 1995 | Odense Cyklebane         | Lars Otto Olsen Jakob Piil               | Jens Veggerby Jimmi Madsen                | Frederik Bertelsen Michael Steen Nielsen       |
| 1996 | Forum København          | Jens Veggerby Jimmi Madsen               | Tayeb Braikia Michael Steen Nielsen       | Ronny Lerche Mark Jacobsen                     |
| 1997 | Forum København          | Michael Sandstød Jakob Piil              | Tayeb Braikia Michael Steen Nielsen       | Mads Bugge Andersen Flemming Kirkegaard        |
| 1998 | Aarhus Cyklebane         | Ronny Lerche Jimmy Hansen                | Tayeb Braikia Jakob Piil                  | Michael Sandstød Jimmi Madsen                  |
| 1999 | Odense Cyklebane         | Michael Sandstød Jimmi Madsen            | Jakob Piil Michael Steen Nielsen          | Morten Voss Christiansen Brian Funder Pedersen |
| 2000 | Aarhus Cyklebane         | Jimmi Madsen Jakob Piil                  | Anders Kristensen Jimmy Hansen            | Tayeb Braikia Morten Voss Christiansen         |
| 2001 | Odense Cyklebane         | Jimmi Madsen Mads Christensen            | Jimmy Hansen Anders Kristensen            | Dennis Rasmussen Morten Voss Christiansen      |
| 2002 | Ballerup Super Arena     | Jimmy Hansen Morten Voss Christiansen    | Jens-Erik Madsen Lars Frederiksen         | Morten Rejnhold Mads Bugge Andersen            |
| 2003 | Odense Cyklebane         | Michael Smith Larsen Martin Pedersen     | Michael Berling Alex Rasmussen            | Morten Rejnhold Jens-Erik Madsen               |
| 2004 | Aarhus Cyklebane         | Michael Berling Alex Rasmussen           | Jens-Erik Madsen Michael Smith Larsen     | Marc Hester Jakob Dyrgaard                     |
| 2005 | Ballerup Super Arena     | Michael Berling Alex Rasmussen           | Michael Mørkøv Marc Hester                | Jens-Erik Madsen Michael Smith Larsen          |
| 2006 | Ballerup Super Arena     | Michael Mørkøv Alex Rasmussen            | Michael Berling Morten Voss Christiansen  | Thomas Kristiansen Mads Wulff Rydicher         |
| 2007 | Ballerup Super Arena     | Michael Mørkøv Alex Rasmussen            | Casper Jørgensen Jens-Erik Madsen         | Michael Smith Larsen Michael Berling           |
| 2008 | Ballerup Super Arena     | Michael Mørkøv Alex Rasmussen            | Christian Ranneries Jesper Mørkøv         | Philip Nicolas Nielsen Mads Wulff Rydicher     |
| 2009 | Ballerup Super Arena     | Michael Mørkøv Alex Rasmussen            | Michael Færk Christensen Sebastian Lander | Marc Hester Jesper Mørkøv                      |
| 2010 | Ballerup Super Arena     | Michael Mørkøv Alex Rasmussen            | Marc Hester Jens-Erik Madsen              | Niki Byrgesen Christian Ranneries              |
| 2011 | Ballerup Super Arena     | Marc Hester Jesper Mørkøv                | Sebastian Lander Michael Smith Larsen     | Frederik B. Schwartz Casper Degn Larsen        |
| 2012 | Ballerup Super Arena     | Michael Mørkøv Lasse Norman Hansen       | Mathias Krigbaum Jonas Poulsen            | Marc Hester Jesper Mørkøv                      |
| 2013 | Ballerup Super Arena     | Michael Mørkøv Alex Rasmussen            | Mathias Krigbaum Lasse Norman Hansen      | Casper Von Folsach Mathias Møller Nielsen      |
| 2014 | Ballerup Super Arena     | Casper Von Folsach Lasse Norman Hansen   | Michael Mørkøv Alex Rasmussen             | Simon Bigum Elias Helleskov Busk               |
| 2015 | Thorvald Ellegaard Arena | Jesper Mørkøv Alex Rasmussen             | Simon Bigum Jacob Mørkøv                  | Andreas Stokbro Christian Nykvist Larsen       |
| 2016 | Ballerup Super Arena     | Casper Von Folsach Frederik Rodenberg    | Jesper Mørkøv Marc Hester                 | Casper Phillip Pedersen Niklas Larsen          |
| 2017 | Thorvald Ellegaard Arena | Julius Johansen Mathias Krigbaum         | Niklas Larsen Frederik Rodenberg          | Jesper Mørkøv Jonas Aaen                       |
| 2018 | Aarhus Cyklebane         | Julius Johansen Oliver Wulff Frederiksen | Marc Hester Niklas Larsen                 | Jakob Frandsen Nils Lau Nyborg Broge           |
| 2019 | Ballerup Super Arena     | Lasse Norman Hansen Matias Malmberg      | Robin Juel Skivild William Blume Levy     | Frederik Rodenberg Oliver Wulff Frederiksen    |
| 2020 | Thorvald Ellegaard Arena | Frederik Rodenberg Niklas Larsen         | Julius Johansen Tobias Aagaard Hansen     | Arne Birkemose Anders Fynbo                    |
| 2021 | Ballerup Super Arena     | Matias Malmberg Rasmus Lund Pedersen     | Anders Fynbo Arne Birkemose               | Conrad Haugsted Theodor Storm                  |

### Scratchløb
| År   | Bane                     | Guld                       | Sølv                     | Bronze                     |
| ---- | ------------------------ | -------------------------- | ------------------------ | -------------------------- |
| 2004 | Odense Cyklebane         | Casper Jørgensen           | Alex Rasmussen           | Jens-Erik Madsen           |
| 2005 | Odense Cyklebane         | Jakob Dyrgaard             | Kasper Linde Jørgensen   | Michael Berling            |
| 2006 | Ballerup Super Arena     | Casper Jørgensen           | Morten Voss Christiansen | Michael Mørkøv Christensen |
| 2007 | Ballerup Super Arena     | Casper Jørgensen           | Philip Nicholas Nielsen  | Daniel Kreutzfeldt         |
| 2008 | Ballerup Super Arena     | Michael Mørkøv Christensen | Jesper Mørkøv            | Alex Rasmussen             |
| 2009 | Ballerup Super Arena     | Daniel Kreutzfeldt         | Christian Ranneries      | Jens-Erik Madsen           |
| 2010 | Ballerup Super Arena     | Jens-Erik Madsen           | Matias Greve             | Michael Smith Larsen       |
| 2011 | Ballerup Super Arena     | Marc Hester                | Lasse Norman Hansen      | Casper Von Folsach         |
| 2012 | Ballerup Super Arena     | Jesper Mørkøv              | Elias Helleskov Busk     | Lasse Norman Hansen        |
| 2013 | Ballerup Super Arena     | Niki Byrgesen              | Casper Von Folsach       | Mathias Krigbaum           |
| 2014 | Ballerup Super Arena     | Casper Von Folsach         | Casper Phillip Pedersen  | Simon Bigum                |
| 2015 | Thorvald Ellegaard Arena | Jesper Mørkøv              | Casper Von Folsach       | Casper Phillip Pedersen    |
| 2016 | Ballerup Super Arena     | Casper Von Folsach         | Niklas Larsen            | Casper Phillip Pedersen    |
| 2017 | Thorvald Ellegaard Arena | Niklas Larsen              | Casper Von Folsach       | Julius Johansen            |
| 2018 | Aarhus Cyklebane         | Marc Hester                | Oliver Wulff Frederiksen | Frederik Wandahl           |
| 2019 | Ballerup Super Arena     | Lasse Norman Hansen        | Tobias Aagaard Hansen    | Robin Juel Skivild         |
| 2020 | Aarhus Cyklebane         | Frederik Wandahl           | Benjamin Hertz           | Marcus Sander Hansen       |
| 2021 |                          |                            |                          |                            |

### Omnium
| År   | Bane                     | Guld                   | Sølv                 | Bronze                 |
| ---- | ------------------------ | ---------------------- | -------------------- | ---------------------- |
| 2010 | Ballerup Super Arena     | Lasse Norman Hansen    | Niki Byrgesen        | Christian Ranneries    |
| 2011 | Ballerup Super Arena     | Michael Mørkøv         | Lasse Norman Hansen  | Casper von Folsach     |
| 2012 | Ballerup Super Arena     | Lasse Norman Hansen    | Casper von Folsach   | Mathias Møller Nielsen |
| 2013 | Ballerup Super Arena     | Mathias Møller Nielsen | Casper von Folsach   | Casper Pedersen        |
| 2014 | Thorvald Ellegaard Arena | Lasse Norman Hansen    | Casper Pedersen      | Alex Rasmussen         |
| 2015 | Ballerup Super Arena     | Casper von Folsach     | Daniel Hartvig       | Mads Pedersen          |
| 2016 | Thorvald Ellegaard Arena | Casper von Folsach     | Casper Pedersen      | Simon Bigum            |
| 2017 | Aarhus Cyklebane         | Frederik Rodenberg     | Lasse Norman Hansen  | Julius Johansen        |
| 2018 | Thorvald Ellegaard Arena | Lasse Norman Hansen    | Casper von Folsach   | Matias Malmberg        |
| 2019 | Thorvald Ellegaard Arena | Lasse Norman Hansen    | Matias Malmberg      | William Blume Levy     |
| 2020 | Aarhus Cyklebane         | Matias Malmberg        | Frederik Wandahl     | Arne Birkemose         |
| 2021 | Thorvald Ellegaard Arena | Tobias Aagaard Hansen  | Rasmus Lund Pedersen | Robin Juel Skivild     |

### Holdsprint
| År   | Bane                 | Guld                                                                     | Sølv                                                         | Bronze                                                                      |
| ---- | -------------------- | ------------------------------------------------------------------------ | ------------------------------------------------------------ | --------------------------------------------------------------------------- |
| 2018 | Aarhus Cyklebane     | DBC William Rimkratt-Milkowski Tim Bendtsen Rasmus Nejrup Joachim Ritter | Aarhus 1 Rasmus Søgaard Nils Lau Nyborg Broge Jakob Frandsen | Aarhus 2 Johan Tiedemann Langballe Nicklas O. Pedersen Svend Helleshøj Buch |
| 2019 | Ballerup Super Arena | DBC 1                                                                    | DBC2                                                         | DBC 3                                                                       |
| 2020 | Ikke afholdt         |                                                                          |                                                              |                                                                             |
| 2021 | Ikke afholdt         |                                                                          |                                                              |                                                                             |

### Dernypace
| År   | Bane                 | Guld               | Sølv                     | Bronze             |
| ---- | -------------------- | ------------------ | ------------------------ | ------------------ |
| 2019 | Ballerup Super Arena | Robin Juel Skivild | Oliver Wulff Frederiksen | Rasmus Bøgh Wallin |
| 2020 |                      |                    |                          |                    |
| 2021 |                      |                    |                          |                    |

## Damer

### Sprint
| År   | Bane                     | Guld                 | Sølv                    | Bronze                  |
| ---- | ------------------------ | -------------------- | ----------------------- | ----------------------- |
| 1984 | Ordrupbanen              | Lona Munch           | Pernille Jørgensen      |                         |
| 1985 | Ordrupbanen              | Lona Munch           |                         |                         |
| 1986 | Odense Cyklebane         | Lona Munch           |                         |                         |
| 1987 | Aarhus Cyklebane         | Lona Munch           | Susanne Svendsen        | Zita Jesse              |
| 1988 | Ordrupbanen              | Lona Munch           | Susanne Svendsen        | Rikke Sandhøj           |
| 1989 | Odense Cyklebane         | Lona Munch           | Christina Havn          | Rikke Sandhøj           |
| 1990 | Aarhus Cyklebane         | Rikke Sandhøj        | Sanne Lassen            | Christina Havn          |
| 1991 | Ordrupbanen              | Rikke Sandhøj        | Christina Spiegelhauer  | Karina Lundsgaard       |
| 1992 | Odense Cyklebane         | Rikke Sandhøj        | Karina Lundsgaard       | Maiken Jørgensen        |
| 1993 | Aarhus Cyklebane         | Rikke Sandhøj        | Christina Havn          | Helene Søgaard          |
| 1994 | Ordrupbanen              | Rikke Sandhøj        | Jette Drachmann         | Pernille L. Jakobsen    |
| 1995 | Odense Cyklebane         | Jette Drachmann      | Tina Lildal-Jensen      | Pernille L. Jakobsen    |
| 1996 | Ordrupbanen              | Jette Drachmann      | Tina Lildal-Jensen      | Anna Marie Verdi        |
| 1997 | Odense Cyklebane         | Jette Drachmann      | Anna Marie Verdi        | Maria Hjortshøj         |
| 1998 | Ordrupbanen              | Jette Drachmann      | Anne Krog               | Pernille L. Jakobsen    |
| 1999 | Ordrupbanen              | Jette Drachmann      | Pernille L. Jakobsen    | Mette Fischer Andreasen |
| 2000 | Ikke afholdt             |                      |                         |                         |
| 2001 | Aarhus Cyklebane         | Pernille L. Jakobsen | Mette Fischer Andreasen | Anne Line Jensen        |
| 2002 | Ballerup Super Arena     | Pernille L. Jakobsen | Rikke Sandhøj           | Mette Fischer Andreasen |
| 2003 | Odense Cyklebane         | Pernille L. Jakobsen | Mie Becker Lacota       | Trine Schmidt           |
| 2004 | Odense Cyklebane         | Pernille L. Jakobsen | Mie Becker Lacota       | Maria Bornak            |
| 2005 | Ikke afholdt             |                      |                         |                         |
| 2006 | Ballerup Super Arena     | Mie Becker Lacota    | Maria Bornak            | Trine Schmidt           |
| 2007 | Ballerup Super Arena     | Mie Becker Lacota    | Michelle Lauge          | Trine Schmidt           |
| 2008 | Ballerup Super Arena     | Michelle Lauge       | Julie Leth              | Pernille Frendorf       |
| 2009 | Ballerup Super Arena     | Julie Leth           | Kamilla Sofie Vallin    | Camilla Juel Jensen     |
| 2010 | Ballerup Super Arena     | Michelle Lauge       | Kamilla Sofie Vallin    | Amalie Dideriksen       |
| 2011 | Ballerup Super Arena     | Michelle Lauge       | Julie Leth              | Amalie Dideriksen       |
| 2012 | Ballerup Super Arena     | Amalie Dideriksen    | Julie Leth              | Kamilla Sofie Vallin    |
| 2013 | Ballerup Super Arena     | Amalie Dideriksen    | Janni Bormann           | Julie Leth              |
| 2014 | Ballerup Super Arena     | Janni Bormann        | Michelle Lauge          | Amalie Winther Olsen    |
| 2015 | Thorvald Ellegaard Arena | Emma Norsgaard       | Michelle Lauge          | Amalie Winther Olsen    |
| 2016 | Ballerup Super Arena     | Amalie Dideriksen    | Amalie Winther Olsen    | Janni Bormann           |
| 2017 | Thorvald Ellegaard Arena | Amalie Winther Olsen | Anika Rasmussen         | Kirsten Herup Søvang    |
| 2018 | Ballerup Super Arena     | Kirsten Søvang       | Amalie Winther Olsen    | Josefine Huitfeldt      |
| 2019 | Aarhus Cyklebane         | Kirsten Søvang       | Amalie Winther Olsen    | Michelle Lauge          |
| 2020 | Aarhus Cyklebane         | Julie Leth           | Amalie Winther Olsen    | Karoline Hemmsen        |
| 2021 | Aarhus Cyklebane         |                      |                         |                         |

### Individuelt forfølgelsesløb
| År   | Bane                     | Guld                 | Sølv                    | Bronze                       |
| ---- | ------------------------ | -------------------- | ----------------------- | ---------------------------- |
| 1984 | Ordrupbanen              | Pernille Jørgensen   | Sanne Graakjær          | Liselotte Pind               |
| 1985 | Ordrupbanen              | Lona Munch           |                         |                              |
| 1986 | Odense Cyklebane         | Helle Sørensen       |                         |                              |
| 1987 | Aarhus Cyklebane         | Helle Sørensen       | Susanne Johannessen     | Kirsten Frandsen             |
| 1988 | Ordrupbanen              | Lona Munch           | Hanne Malmberg          | Susanne Svendsen             |
| 1989 | Odense Cyklebane         | Lona Munch           | Helle Sørensen          | Hanne Malmberg               |
| 1990 | Aarhus Cyklebane         | Lona Munch           | Helle Sørensen          | Sanne Lassen                 |
| 1991 | Ordrupbanen              | Hanne Malmberg       | Lona Munch              | Rikke Sandhøj                |
| 1992 | Odense Cyklebane         | Hanne Malmberg       | Maiken Jørgensen        | Karen Jakobsen               |
| 1993 | Aarhus Cyklebane         | Hanne Malmberg       | Sanne Schmidt           | Helene Søgaard               |
| 1994 | Ordrupbanen              | Hanne Malmberg       | Helene Søgaard          | Maiken Jørgensen             |
| 1995 | Odense Cyklebane         | Rikke Sandhøj        | Pernille L. Jakobsen    | Melina Rasmussen             |
| 1996 | Ordrupbanen              | Pernille L. Jakobsen | Ann Svendsgaard         | Helle Bulow                  |
| 1997 | Aarhus Cyklebane         | Ann Svendsgaard      | Pernille L. Jakobsen    | Jette Drachmann              |
| 1998 | Ordrupbanen              | Anne Krog            | Pernille L. Jakobsen    | Betina B. Jensen             |
| 1999 | Ordrupbanen              | Pernille L. Jakobsen | Rikke Sandhøj           | Mette Fischer Andreasen      |
| 2000 | Ordrupbanen              | Pernille L. Jakobsen | Mette Fischer Andreasen | Mikka Hansen                 |
| 2001 | Aarhus Cyklebane         | Pernille L. Jakobsen | Mette Fischer Andreasen | Henriette Frederiksen        |
| 2002 | Ballerup Super Arena     | Pernille L. Jakobsen | Mette Fischer Andreasen | Rikke Sandhøj                |
| 2003 | Odense Cyklebane         | Pernille L. Jakobsen | Trine Schmidt           | Maja Watt Adamsen            |
| 2004 | Odense Cyklebane         | Pernille L. Jakobsen | Mie Becker Lacota       | Maja Watt Adamsen            |
| 2005 | Odense Cyklebane         | Maria Bornak         | Trine Schmidt           | Astrid Narus                 |
| 2006 | Ballerup Super Arena     | Mie Becker Lacota    | Trine Schmidt           | Linda Villumsen              |
| 2007 | Ballerup Super Arena     | Trine Schmidt        | Michelle Lauge          | Julie Leth                   |
| 2008 | Ballerup Super Arena     | Michelle Lauge       | Julie Leth              | Kamilla Sofie Vallin         |
| 2009 | Ballerup Super Arena     | Trine Schmidt        | Julie Leth              | Kamilla Sofie Vallin         |
| 2010 | Ballerup Super Arena     | Julie Leth           | Michelle Lauge          | Kamilla Sofie Vallin         |
| 2011 | Ballerup Super Arena     | Kamilla Sofie Vallin | Catrine Grage           | Michelle Lauge               |
| 2012 | Ballerup Super Arena     | Kamilla Sofie Vallin | Julie Leth              | Amalie Dideriksen            |
| 2013 | Ballerup Super Arena     | Amalie Dideriksen    | Julie Leth              | Rikke Lønne                  |
| 2014 | Ballerup Super Arena     | Kamilla Sofie Vallin | Amalie Winther Olsen    | Wickie Birkholm              |
| 2015 | Thorvald Ellegaard Arena | Michelle Lauge       | Julie Leth              | Emma Norsgaard               |
| 2016 | Ballerup Super Arena     | Amalie Dideriksen    | Trine Schmidt           | Amalie Winther Olsen         |
| 2017 | Thorvald Ellegaard Arena | Trine Schmidt        | Julie Leth              | Amalie Winther Olsen         |
| 2018 | Ballerup Super Arena     | Josefine Huitfeldt   | Rikke Bak Dalsgaard     | Amalie Winther Olsen         |
| 2019 | Thorvald Ellegaard Arena | Amalie Winther Olsen | Karoline Hemmsen        | Kristina Frida Rysbjerg Munk |
| 2020 |                          |                      |                         |                              |

### 500 meter på tid
| År    | Bane             | Guld            | Sølv                 | Bronze               |
| ----- | ---------------- | --------------- | -------------------- | -------------------- |
| 1989* | Odense Cyklebane | Lona Munch      | Rikke Sandhøj        | Helle Sørensen       |
| 1989* | Aarhus Cyklebane | Lona Munch      | Rikke Sandhøj        | Helle Sørensen       |
| 1991* | Ordrupbanen      | Lona Munch      | Rikke Sandhøj        | Sanne Lassen         |
| 1992* | Odense Cyklebane | Hanne Malmberg  | Karina Lundsgaad     | Maiken Jørgensen     |
| 1993  | Aarhus Cyklebane | Rikke Sandhøj   | Christina Havn       | Helene Søgaard       |
| 1994  | Ordrupbanen      | Rikke Sandhøj   | Jette Drachmann      | Helene Søgaard       |
| 1995  | Odense Cyklebane | Rikke Sandhøj   | Jette Drachmann      | Tina Lildal-Jensen   |
| 1996  | Odense Cyklebane | Jette Drachmann | Pernille L. Jakobsen | Anna Marie Verdi     |
| 1997  | Ordrupbanen      | Jette Drachmann | Anna Marie Verdi     | Pernille L. Jakobsen |
| 1998  | Aarhus Cyklebane | Jette Drachmann | Pernille L. Jakobsen | Anne Krog            |
| 1999  | Ordrupbanen      | Jette Drachmann | Rikke Sandhøj        | Pernille L. Jakobsen |

- Kørtes som 1.000 meter på tid

### Pointløb
| År   | Bane                     | Guld                 | Sølv                  | Bronze                  |
| ---- | ------------------------ | -------------------- | --------------------- | ----------------------- |
| 1994 | Ordrupbanen              | Rikke Sandhøj        | Helene Søgaard        | Sanne Schmidt           |
| 1995 | Odense Cyklebane         | Rikke Sandhøj        | Ann Svendsgaard       | Pernille L. Jakobsen    |
| 1996 | Odense Cyklebane         | Rikke Sandhøj        | Pernille L. Jakobsen  | Ann Svendsgaard         |
| 1997 | Ordrupbanen              | Rikke Sandhøj        | Ann Svendsgaard       | Jette Drachmann         |
| 1998 | Ordrupbanen              | Rikke Sandhøj        | Ann Svendsgaard       | Jette Drachmann         |
| 1999 | Ordrupbanen              | Rikke Sandhøj        | Pernille L. Jakobsen  | Mette Fischer Andreasen |
| 2000 | Ikke afholdt             |                      |                       |                         |
| 2001 | Ikke afholdt             |                      |                       |                         |
| 2002 | Ikke afholdt             |                      |                       |                         |
| 2003 | Odense Cyklebane         | Pernille L. Jakobsen | Mie Becker Lacota     | Trine Schmidt           |
| 2004 | Ikke afholdt             |                      |                       |                         |
| 2005 | Ikke afholdt             |                      |                       |                         |
| 2006 | Ikke afholdt             |                      |                       |                         |
| 2007 | Ikke afholdt             |                      |                       |                         |
| 2008 | Ikke afholdt             |                      |                       |                         |
| 2009 | Ikke afholdt             |                      |                       |                         |
| 2010 | Ballerup Super Arena     | Julie Leth           | Michelle Lauge        | Kamilla Sofie Vallin    |
| 2011 | Ballerup Super Arena     | Amalie Dideriksen    | Julie Leth            | Michelle Lauge          |
| 2012 | Ballerup Super Arena     | Amalie Dideriksen    | Kamilla Sofie Vallin  | Britt Lauenborg         |
| 2013 | Ballerup Super Arena     | Amalie Dideriksen    | Julie Leth            | Michelle Lauge          |
| 2014 | Ballerup Super Arena     | Janni Bormann        | Michelle Lauge        | Amalie Winther Olsen    |
| 2015 | Thorvald Ellegaard Arena | Emma Norsgaard       | Michelle Lauge        | Julie Leth              |
| 2016 | Ballerup Super Arena     | Amalie Dideriksen    | Trine Schmidt         | Amalie Winther Olsen    |
| 2017 | Thorvald Ellegaard Arena | Julie Leth           | Amalie Winther Olsen  | Tusnelda Svanholmer     |
| 2018 | Ballerup Super Arena     | Amalie Winther Olsen | Josefine Huitsfeldt   | Maria Bertelsen         |
| 2019 | Thorvald Ellegaard Arena | Amalie Winther Olsen | Victoria Lund         | Michelle Lauge          |
| 2020 | Aarhus Cyklebane         | Amalie Dideriksen    | Julie Leth            | Amalie Winther Olsen    |
| 2021 | Ballerup Super Arena     | Amalie Dideriksen    | Ellen Hjøllund Klinge | Michelle Lauge Quaade   |

### Scratchløb
| År   | Bane                     | Guld                 | Sølv                 | Bronze               |
| ---- | ------------------------ | -------------------- | -------------------- | -------------------- |
| 2004 | Odense Cyklebane         | Trine Schmidt        | Mie Becker Lacota    | Maria Bornak         |
| 2005 | Odense Cyklebane         | Mie Becker Lacota    | Maria Bornak         | Trine Schmidt        |
| 2006 | Ballerup Super Arena     | Mie Becker Lacota    | Maria Bornak         | Trine Schmidt        |
| 2007 | Ballerup Super Arena     | Trine Schmidt        | Camilla Juel Jensen  | Mie Becker Lacota    |
| 2008 | Ballerup Super Arena     | Julie Leth           | Michelle Lauge       | Camilla Juel Jensen  |
| 2009 | Ballerup Super Arena     | Julie Leth           | Trine Schmidt        | Camilla Juel Jensen  |
| 2010 | Ballerup Super Arena     | Julie Leth           | Michelle Lauge       | Kamilla Sofie Vallin |
| 2011 | Ballerup Super Arena     | Amalie Dideriksen    | Michelle Lauge       | Kamilla Sofie Vallin |
| 2012 | Ballerup Super Arena     | Amalie Dideriksen    | Kamilla Sofie Vallin | Janni Bormann        |
| 2013 | Ballerup Super Arena     | Amalie Dideriksen    | Julie Leth           | Janni Bormann        |
| 2014 | Ballerup Super Arena     | Kamilla Sofie Vallin | Amalie Winther Olsen | Michelle Lauge       |
| 2015 | Thorvald Ellegaard Arena | Michelle Lauge       | Emma Norsgaard       | Amalie Winther Olsen |
| 2016 | Ballerup Super Arena     | Amalie Dideriksen    | Trine Schmidt        | Janni Bormann        |
| 2017 | Thorvald Ellegaard Arena | Trine Schmidt        | Amalie Winther Olsen | Julie Leth           |
| 2018 | Ballerup Super Arena     | Amalie Winther Olsen | Josefine Huitfeldt   | Karoline Hemmsen     |
| 2019 | Thorvald Ellegaard Arena | Victoria Lund        | Amalie Winther Olsen | Karoline Hemmsen     |
| 2020 | Aarhus Cyklebane         | Amalie Dideriksen    | Julie Leth           | Amalie Winther Olsen |
| 2021 |                          |                      |                      |                      |

### Omnium
| År   | Bane                     | Guld              | Sølv                        | Bronze                |
| ---- | ------------------------ | ----------------- | --------------------------- | --------------------- |
| 2010 | Ballerup Super Arena     | Michelle Lauge    | Julie Leth                  | Kamilla Sofie Vallin  |
| 2011 | Ballerup Super Arena     | Julie Leth        | Michelle Lauge              | Kamilla Sofie Vallin  |
| 2012 | Ballerup Super Arena     | Amalie Dideriksen | Kamilla Sofie Vallin        | Janni Bormann         |
| 2013 | Ballerup Super Arena     | Julie Leth        | Amalie Dideriksen           | Janni Bormann         |
| 2014 | Thorvald Ellegaard Arena | Amalie Dideriksen | Amalie Winther Olsen        | Wickie Birkholm       |
| 2015 | Ballerup Super Arena     | Michelle Lauge    | Emma Norsgaard              | Amalie Winther Olsen  |
| 2016 | Thorvald Ellegaard Arena | Amalie Dideriksen | Trine Schmidt               | Amalie Winther Olsen  |
| 2017 | Aarhus Cyklebane         | Amalie Dideriksen | Trine Schmidt               | Amalie Winther Olsen  |
| 2018 | Thorvald Ellegaard Arena | Julie Leth        | Trine Schmidt               | Amalie Winther Olsen  |
| 2019 | Thorvald Ellegaard Arena | Julie Leth        | Amalie Winther Olsen        | Michelle Lauge Quaade |
| 2020 | Aarhus Cyklebane         | Julie Leth        | Astrid Marie Bjørn Sørensen | Amalie Winther Olsen  |
| 2021 | Thorvald Ellegaard Arena | Amalie Dideriksen | Michelle Lauge Quaade       | Karoline Hemmsen      |

### Parløb
| År   | Bane                     | Guld                               | Sølv                                       | Bronze                                        |
| ---- | ------------------------ | ---------------------------------- | ------------------------------------------ | --------------------------------------------- |
| 2020 | Thorvald Ellegaard Arena | Julie Leth Trine Schmidt           | Amalie Winther Olsen Michelle Lauge Quaade | Ellen Hjøllund Klinge Karoline Hemmsen        |
| 2021 | Ballerup Super Arena     | Amalie Dideriksen Karoline Hemmsen | Amalie Winther Olsen Michelle Lauge Quaade | Anna Margrethe Hansen Solbjørk Minke Anderson |

## U23 Herre

### Individuelt Forføgelsesløb
| År   | Bane             | Guld            | Sølv              | Bronze               |
| ---- | ---------------- | --------------- | ----------------- | -------------------- |
| 2000 | Odense Cyklebane | Thue H. Hansen  | Morten Tamstrup   | Jens-Erik Madsen     |
| 2001 | Odense Cyklebane | Thue H. Hansen  | Anders Kristensen | Jakob Filipowicz     |
| 2002 | Aarhus Cyklebane | Michael Berling | Jens-Erik Madsen  | Michael Smith Larsen |
| 2003 | Odense Cyklebane | Alex Rasmussen  | Jens-Erik Madsen  | Michael Berling      |
| 2004 | Odense Cyklebane | Alex Rasmussen  | Casper Jørgensen  | Michael Berling      |
| 2005 | Aarhus Cyklebane | Alex Rasmussen  | Jakob Dyrgaard    | Kasper Linde         |

## Herre Junior

### Sprint
| År   | Bane                     | Guld                     | Sølv                     | Bronze                    |
| ---- | ------------------------ | ------------------------ | ------------------------ | ------------------------- |
| 1970 | Ordrupbanen              | René Andersen            | Per Fauerschou           | Poul Rasmussen            |
| 1971 | Aarhus Cyklebane         | Kim Overbeck             | René Byrgesen            | Henrik Salée              |
| 1972 | Odense Cyklebane         | Svend Ulstrup            | Bjarne Sørensen          | Henrik Salée              |
| 1973 | Ordrupbanen              | Henrik Salée             | René Byrgesen            | Kim G. Svendsen           |
| 1974 | Aarhus Cyklebane         | Frank H. Jørgensen       | Henrik K. Nielsen        | John Lorentzen            |
| 1975 | Odense Cyklebane         | Henrik K. Nielsen        | Peter Ellegaard          | Peter Langkilde           |
| 1976 | Ordrupbanen              | Peter Ellegaard          | Søren Mølgaard           | Ivan Ravnborg             |
| 1977 | Aarhus Cyklebane         | Peter Ellegaard          | Lars Verner Jensen       | Ivan Ravnborg             |
| 1978 | Aarhus Cyklebane         | Kim Christensen          | Stig Larsen              | Torben Christensen        |
| 1979 | Odense Cyklebane         | Stig Larsen              | Kim Christensen          | Lars Johansen             |
| 1980 | Odense Cyklebane         | Stig Larsen              | Kenneth Bering           | Jens Leth                 |
| 1981 | Aarhus Cyklebane         | René Gullach             | Kenneth Bering           | Jens Leth                 |
| 1982 | Ordrupbanen              | René Gullach             | Kenneth Bering           | Per Iversen               |
| 1983 | Odense Cyklebane         | René Gullach             | Johnny Franck            | René Dupont               |
| 1984 | Aarhus Cyklebane         | Johnny Franck            | Stig Jensen              | Claus Sørensen            |
| 1985 | Ordrupbanen              | Johnny Franck            | Lars Hildebrandt         | Henrik Hammel             |
| 1986 | Odense Cyklebane         | Henrik Hammel            | Henrik Østergaard        | Ronny Lerche              |
| 1987 | Aarhus Cyklebane         | Henrik Hammel            | Lars Brian Nielsen       | Dennis Larsen             |
| 1988 | Ordrupbanen              | Lars Brian Nielsen       | Dennis Larsen            | Thomas Gram               |
| 1989 | Odense Cyklebane         | Henrik D. Nielsen        | Claus Franck             | Michael Kyneb             |
| 1990 | Odense Cyklebane         | Henrik D. Nielsen        | Hans-Henrik Steen        | Claus Franck              |
| 1991 | Aarhus Cyklebane         | Tayeb Braikia            | Lars Holrits             | Dion Åkerstrøm            |
| 1992 | Ordrupbanen              | Tayeb Braikia            | Ricky Hansen             | Mikkel Næsby              |
| 1993 | Odense Cyklebane         | Ricky Hansen             | Johnny Olsen             | Peter R. Jacobsen         |
| 1994 | Aarhus Cyklebane         | Ricky Hansen             | Claus M. Holm            | Lars Spiegelhauer         |
| 1995 | Ordrupbanen              | Jimmy Hansen             | Rasmus S. Nielsen        | Michael Nielsen           |
| 1996 | Odense Cyklebane         | Brian Funder             | Casper Gjøl              | Michael Nielsen           |
| 1997 | Aarhus Cyklebane         | Brian Funder             | Casper Gjøl              | Lars Frederiksen          |
| 1998 | Ordrupbanen              | Brian Funder             | Lars R. Rasmussen        | Jonas Schlosser           |
| 1999 | Odense Cyklebane         | Lars R. Rasmussen        | Jonas Carstensen         | Thomas Dalsted            |
| 2000 | Ordrupbanen              | Jesper Damgaard          | Michael Berling          | Alex Rasmussen            |
| 2001 | Odense Cyklebane         | Alex Rasmussen           | Thomas Dalsted           | Kasper Lindholm Jessen    |
| 2002 | Aarhus Cyklebane         | Alex Rasmussen           | Kasper Lindholm Jessen   | Kim M. Nielsen            |
| 2003 | Odense Cyklebane         | Kim M. Nielsen           | Kasper Lindholm Jessen   | Dan Wassmann              |
| 2004 | Aarhus Cyklebane         | Kim M. Nielsen           | Mikkel Lund              | Philip Nielsen            |
| 2005 | Ballerup Super Arena     | Philip Nielsen           | Nikolai Ajstrup          | Erik Lahm                 |
| 2006 | Ballerup Super Arena     | Patrick Clausen          | Niki Byrgesen            | Jacob Mørkøv              |
| 2007 | Ballerup Super Arena     | Niki Byrgesen            | Lauritz Enevoldsen       | Philip Frank              |
| 2008 | Ballerup Super Arena     | Matias Greve             | Niki Byrgesen            | Jonathan Enevoldsen       |
| 2009 | Ballerup Super Arena     | Thore Bradtberg          | Casper Degn Larsen       | Elias Helleskov Busk      |
| 2010 | Ballerup Super Arena     | Thore Bradtberg          | Marc Rasch Jensen        | Rasmus Bøgh Wallin        |
| 2011 | Ballerup Super Arena     | Marc Rasch Jensen        | Elias Helleskov Busk     | Patrick Leth              |
| 2012 | Ballerup Super Arena     | Marc Rasch Jensen        | Frederik Bohé            | Emil Olesen Ravnsholt     |
| 2013 | Ballerup Super Arena     | Martin Frank             |                          |                           |
| 2014 | Ballerup Super Arena     | Martin Frank             | Anders Fynbo             | Timothy Berthol Hansen    |
| 2015 | Thorvald Ellegaard Arena | Timothy Berthol Hansen   | Jakob Joensen            | Johan Tiedemann Langballe |
| 2016 | Ballerup Super Arena     | Jakob Joensen            | Martin Mollerup          | Benjamin Movang           |
| 2017 | Thorvald Ellegaard Arena | Oliver Wulff Frederiksen | Tobias Aagaard Hansen    | Mathias Møller Jørgensen  |
| 2018 | Ballerup Super Arena     | Tobias Aagaard Hansen    | Magnus Kisum             | Phillip Mathiesen         |
| 2019 | Thorvald Ellegaard Arena | Tobias Aagaard Hansen    | Mathias Møller Jørgensen | Conrad Haugsted           |

### Individuelt forfølgelsesløb
| År   | Bane                     | Guld                     | Sølv                    | Bronze                 |
| ---- | ------------------------ | ------------------------ | ----------------------- | ---------------------- |
| 1970 | Odense Cyklebane         | Poul Rasmussen           | Poul E. Schmidt         | Bjarne Sørensen        |
| 1971 | Ordrupbanen              | Ivar Jakobsen            | Bjarne Sørensen         | Henning Larsen         |
| 1972 | Aarhus Cyklebane         | Bjarne Sørensen          | Ivar Jakobsen           | Kim G. Svendsen        |
| 1973 | Odense Cyklebane         | Michael Marcussen        | Henning Larsen          | Kim Refshammer         |
| 1974 | Ordrupbanen              | Preben Jessen            | Steen Anker Garset      | Kurt Frisch            |
| 1975 | Aarhus Cyklebane         | Preben Jessen            | Claus Rasmussen         | Lars Udby              |
| 1976 | Odense Cyklebane         | Jens Schrøder            | Per Jensen              | Peter Ellegaard        |
| 1977 | Ordrupbanen              | Per Jensen               | Jens Schrøder           | Lars Johansen          |
| 1978 | Odense Cyklebane         | Lars Johansen            | Frank Hansen            | Karsten Kure           |
| 1979 | Aarhus Cyklebane         | Lars Johansen            | Dan Frost               | Torben Christensen     |
| 1980 | Odense Cyklebane         | Torben Christensen       | Kim Eriksen             | Tom Breschel           |
| 1981 | Aarhus Cyklebane         | Kim Eriksen              | Peter Clausen           | Kenneth Røpke          |
| 1982 | Ordrupbanen              | Peter Clausen            | Lars Otto Olsen         | Kenneth Røpke          |
| 1983 | Odense Cyklebane         | Lars Otto Olsen          | Mark Kubach             | Klaus Kynde            |
| 1984 | Aarhus Cyklebane         | Klaus Kynde              | Torben Jacobsen         | Michael Sørensen       |
| 1985 | Ordrupbanen              | Ken Frost                | Brian Luthje            | Tommy Nielsen          |
| 1986 | Odense Cyklebane         | Jimmi Madsen             | Morten Rasmussen        | Jan Bo Petersen        |
| 1987 | Aarhus Cyklebane         | Jimmi Madsen             | Jan Bo Petersen         | Claus Holm             |
| 1988 | Ordrupbanen              | Jan Bo Petersen          | Frank Hansen            | Kenneth Dalsgaard      |
| 1989 | Odense Cyklebane         | Søren Sørensen           | Frank Hansen            | Martin Mikkelsen       |
| 1990 | Odense Cyklebane         | Martin Mikkelsen         | Michael Kyneb           | Jacob Piil             |
| 1991 | Aarhus Cyklebane         | Martin Riis              | Michael Steen Nielsen   | Martin Rasmussen       |
| 1992 | Ordrupbanen              | Frederik Bertelsen       | Martin Rasmussen        | Per Verdi              |
| 1993 | Odense Cyklebane         | Michael Steen Nielsen    | Brian A. Madsen         | Peter Steen Jensen     |
| 1994 | Aarhus Cyklebane         | Morten Christiansen      | Peter Steen Jensen      | Jacob Gram             |
| 1995 | Ordrupbanen              | Jacob Nielsen            | Morten Christiansen     | Thue H. Hansen         |
| 1996 | Odense Cyklebane         | René Lohse               | Thue H. Hansen          | Nicolai Palm           |
| 1997 | Aarhus Cyklebane         | Thue H. Hansen           | René Lohse              | Morten Tamstrup        |
| 1998 | Ordrupbanen              | Thue H. Hansen           | Jacob Filipowicz        | Jens-Erik Madsen       |
| 1999 | Odense Cyklebane         | Jacob Filipowicz         | Jens-Erik Madsen        | Jesper Damgaard        |
| 2000 | Ordrupbanen              | Mads Christensen         | Dan Hjernø              | Janif Hecht            |
| 2001 | Odense Cyklebane         | Mads Christensen         | Mikkel Kristensen       | Janif Hecht            |
| 2002 | Aarhus Cyklebane         | Casper Jørgensen         | Michael Mørkøv          | Bo Strand Olsen        |
| 2003 | Odense Cyklebane         | Casper Jørgensen         | Bo Strand Olsen         | Marc Hester            |
| 2004 | Aarhus Cyklebane         | Bo Strand Olsen          | Kasper Thustrup         | Dan Wassmann           |
| 2005 | Odense Cyklebane         | Kasper Thustrup          | Daniel Kreutzfeldt      | Rasmus Damm            |
| 2006 | Ballerup Super Arena     | Christian Ranneries      | Mikkel Schiøler         | Morten Øllegaard       |
| 2007 | Ballerup Super Arena     | Rasmus Quaade            | Patrick Henriksen       | Sebastian Lander       |
| 2008 | Ballerup Super Arena     | Lasse Norman Hansen      | Sebastian Lander        | Sebastian Refsgaard    |
| 2009 | Ballerup Super Arena     | Emil Hovmand             | Lasse Norman Hansen     | Sebastian Lander       |
| 2010 | Ballerup Super Arena     | Casper Folsach           | Mathias Øllegaard       | Mathias Krigbaum       |
| 2011 | Ballerup Super Arena     | Mathias Møller Nielsen   | Mathias Krigbaum        | Emil Wang              |
| 2012 | Ballerup Super Arena     |                          |                         |                        |
| 2013 | Ballerup Super Arena     |                          |                         |                        |
| 2014 | Ballerup Super Arena     | Niklas Larsen            | Julius Johansen         | Mikkel Bjerg           |
| 2015 | Thorvald Ellegaard Arena | Julius Johansen          | Tim Vang Cronquist      | Timothy Berthol Hansen |
| 2016 | Thorvald Ellegaard Arena | Julius Johansen          | Kristian Kaimer Eriksen | Johan Price-Pejtersen  |
| 2017 | Ballerup Super Arena     | Oliver Wulff Frederiksen | Frederik Wandahl        | Ludvig Anton Wacker    |
| 2018 | Ballerup Super Arena     | Frederik Wandahl         | William Blume Levy      | Benjamin Hertz         |
| 2019 | Thorvald Ellegaard Arena | Gustav Wang              | Carl-Frederik Bévort    | Tobias Aagaard Hansen  |

### 1.000 meter på tid
| År    | Bane                     | Guld                     | Sølv                        | Bronze                      |
| ----- | ------------------------ | ------------------------ | --------------------------- | --------------------------- |
| 1970* | Odense Cyklebane         | René Bachau              | Bjarne Sørensen             | Finn Larsen                 |
| 1971* | Ordrupbanen              | Bjarne Sørensen          | René Byrgesen               | Per Fauerschou              |
| 1972* | Ordrupbanen              | Henrik Salée             | Per Fauerschou              | Bjarne Sørensen             |
| 1973* | Odense Cyklebane         | Per Fauerschou           | Henrik Salée                | Kim G. Svendsen             |
| 1974* | Ordrupbanen              | Frank H. Jørgensen       | Henrik K. Nielsen           | Olaf Pedersen               |
| 1975* | Odense Cyklebane         | Peter Ellegaard          | Henrik K. Nielsen           | Claus Rasmussen             |
| 1976* | Odense Cyklebane         | Peter Ellegaard          | Ivan Ravnborg               | Hilmer Storm                |
| 1977  | Ordrupbanen              | Peter Ellegaard          | Stig Larsen                 | Per Jensen                  |
| 1978  | Odense Cyklebane         | Stig Larsen              | Kim Christensen             | Lars Johansen               |
| 1979  | Aarhus Cyklebane         | Stig Larsen              | Lars Johansen               | Kim Christensen             |
| 1980  | Odense Cyklebane         | Stig Larsen              | Kenneth Bering              | Pascal Carrara              |
| 1981  | Aarhus Cyklebane         | Kenneth Bering           | Anders Petersen             | Jens Leth                   |
| 1982  | Ordrupbanen              | Kenneth Bering           | Anders Petersen             | Henrik Helsgaun             |
| 1983  | Ordrupbanen              | Kenneth Røpke            | Bo Hougaard                 | René Gullach                |
| 1984  | Odense Cyklebane         | Christian Wang           | Johnny Franck               | Klaus Kynde                 |
| 1985  | Ordrupbanen              | Johnny Franck            | Brian Luthje                | Henrik Hammel               |
| 1986  | Odense Cyklebane         | Henrik Hammel            | Morten Rasmussen            | Ronny Lerche                |
| 1987  | Aarhus Cyklebane         | Henrik Hammel            | Lars Brian Nielsen          | Niels Chr. Jung             |
| 1988  | Ordrupbanen              | Dennis Larsen            | Jesper Verdi                | Thomas Gram                 |
| 1989  | Odense Cyklebane         | Frank Hansen             | Dennis Rasmussen            | Henrik D. Nielsen           |
| 1990  | Odense Cyklebane         | Henrik D. Nielsen        | Michael Kyneb               | Hans-Henrik Steen           |
| 1991  | Aarhus Cyklebane         | Tayeb Braikia            | Lars Holrits                | René F. Jørgensen           |
| 1992  | Ordrupbanen              | Tayeb Braikia            | Niels Sørensen              | René F. Jørgensen           |
| 1993  | Odense Cyklebane         | Per Verdi                | Martin Kristensen           | Peter Steen Jensen          |
| 1994  | Aarhus Cyklebane         | Claus M. Holm            | Nicolai Palm                | Peter Steen Jensen          |
| 1995  | Ordrupbanen              | Thue H. Hansen           | Nicolai Palm                | Michael Nielsen             |
| 1996  | Odense Cyklebane         | Thue H. Hansen           | Nicolai Palm                | Michael Nielsen             |
| 1997  | Aarhus Cyklebane         | Thue H. Hansen           | Anders Kristensen           | Jacob Filipowicz            |
| 1998  | Ordrupbanen              | Jakob Filipowicz         | Thue H. Hansen              | Anders Kristensen           |
| 1999  | Odense Cyklebane         | Jens-Erik Madsen         | Jacob Filipowicz            | Michael Smith Larsen        |
| 2000  | Ordrupbanen              | Mads Christensen         | Janif Hecht                 | Jesper Damgaard             |
| 2001  | Odense Cyklebane         | Alex Rasmussen           | Mads Christensen            | Mikkel Kristensen           |
| 2002  | Aarhus Cyklebane         | Alex Rasmussen           | Casper Jørgensen            | Kasper Lindholm Jessen      |
| 2003  | Odense Cyklebane         | Casper Jørgensen         | Kasper Lindholm Jessen      | Kim M. Nielsen              |
| 2004  | Aarhus Cyklebane         | Kim M. Nielsen           | Dan Wassmann                | Mikkel Lund                 |
| 2005  | Odense Cyklebane         | Kasper Thustrup          | Daniel Kreutzfeldt          | Mikkel Lund                 |
| 2006  | Ballerup Super Arena     | Morten Øllegaard         | Johannes Ollerup Sall       | Mikkel Schiøler             |
| 2007  | Ballerup Super Arena     | Niki Byrgesen            | Lasse Norman Hansen         | Johannes Ollerup Sall       |
| 2008  | Ballerup Super Arena     | Niki Byrgesen            | Lasse Norman Hansen         | Laurits Enevoldsen          |
| 2009  | Ballerup Super Arena     | Lasse Norman Hansen      | Emil Hovmand                | Mathias Øllegaard           |
| 2010  | Ballerup Super Arena     | Elias Helleskov Busk     | Simon Bigum                 | Mathias Øllegaard           |
| 2011  | Ballerup Super Arena     | Jonas Poulsen            | Mathias Møller Nielsen      | Marc Rasch Jensen           |
| 2012  | Ballerup Super Arena     |                          |                             |                             |
| 2013  | Ballerup Super Arena     |                          |                             |                             |
| 2014  | Ballerup Super Arena     | Frederik Rodenberg       | Daniel Harvig               | Frederik Bohé               |
| 2015  | Aarhus Cyklebane         | Frederik Rodenberg       | Timothy Berthol Hansen      | Tim Vang Cronquist          |
| 2016  | Thorvald Ellegaard Arena | Kristian Kaimer Eriksen  | Jakob Joensen               | Julius Johansen             |
| 2017  | Ballerup Super Arena     | Oliver Wulff Frederiksen | Victor Fuhrman Desimpelaere | Ludvig Anton Wacker         |
| 2018  | Ballerup Super Arena     | Frederik Wandahl         | Robin Juel Skivild          | Victor Fuhrman Desimpelaere |
| 2019  | Thorvald Ellegaard Arena | Tobias Aagaard Hansen    | Tobias Lund Andresen        | Carl-Frederik Bévort        |

- Kørtes som 500 meter på tid

### Holdløb
| År   | Bane                     | Guld | Sølv | Bronze |
| ---- | ------------------------ | --- | --- | --- |
| 1970 | Ordrupbanen              | København 1 Bjarne Sørensen René Bachau Kim Erik Nielsen Kim Svejdal                                                               | København 2 Kim G. Svendsen Kent Brunstedt Torben W. Petersen Kim Overbeck                                                  | Odense Poul E. Christensen Poul E. Schmidt Henning Larsen Poul E. Pedersen                                     |
| 1971 | Odense Cyklebane         | København 1 Bjarne Sørensen Kent Brunstedt Ivar Jakobsen Rene Byrgesen                                                             | København 2 Svend Ulstrup Kim Refshammer Henrik Salée Kim Svejdal                                                           | Odense Jan Pedersen Per Andersen Henning Larsen Bjarne Eriksen                                                 |
| 1972 | Ordrupbanen              | København 1 Bjarne Sørensen Kent Brunstedt Ivar Jakobsen Kim G. Svendsen                                                           | Aarhus Gert Frank Gert Simonsen Jan Ib Hansen Per Frederiksen                                                               | København 2 Svend Ulstrup Kim Refshammer Jens Jørgensen Thomas Bisgaard                                        |
| 1973 | Odense Cyklebane         | Aarhus Gert Frank Gert Simonsen Jan Ib Hansen Frank H. Jørgensen                                                                   | København Kim G. Svendsen Kim Refshammer René Byrgesen Henrik Salée                                                         | Odense Henning Larsen Svend Aage Petersen Flemming Andersen Palle Jensen                                       |
| 1974 | Odense Cyklebane         | København 1 Claus Hansen Steen Anker Garset Henrik K. Nielsen Stig Castøe                                                          | Odense Peter Ellegaard Søren Mølgaard Flemming Andersen Erik Hansen                                                         | København 2 John Henriksen Lars V. Jensen Jens Schrøder Per Jensen                                             |
| 1975 | Ordrupbanen              | Aarhus Kurt Frisch Lars Udby Preben Jessen Jan Møller                                                                              | Odense Peter Ellegaard Claus Rasmussen Flemming Andersen Tonni Hansen                                                       | København Peter Langekilde Carsten Madsen Henrik K. Nielsen Per Jensen                                         |
| 1976 | Aarhus Cyklebane         | København Jens Schrøder Per Jensen Tom Rene Petersen Anders Sunding                                                                | Aarhus Preben Jessen Sonny Lundgren Bjarne Grell Kim Christensen                                                            | Odense Peter Ellegaard Søren Mølgaard Ivan Ravnborg Hilmer Storm                                               |
| 1977 | Odense Cyklebane         | København Jens Schrøder Per Jensen Frank Hansen Kim Nielsen                                                                        | Odense Peter Ellegaard Stig Larsen Ivan Ravnborg Lars Johansen                                                              | Aarhus Karsten Kure Kim Christensen John Kinzi Oluf H. Nielsen                                                 |
| 1978 | Aarhus Cyklebane         | Aarhus 1 Karsten Kure Kim Christensen Niels Ole Hald Olaf Kjær                                                                     | København Rene Wenzel Frank Hansen Tom Rene Petersen Torben Hansen                                                          | Aarhus 2 Kim Hundevadt Henning Kristensen Torben Kristensen Olav Jørgensen                                     |
| 1979 | Ordrup Banen             | København 1 Dan Frost Jens Veggerby Torben Andersen Johnny W. Hansen                                                               | København 2 Anders Petersen Vagn Scharling Flemming Hansen Henrik Møller                                                    | Aarhus Kim Christensen Niels Ole Hald Kaj Lykke Torben Kristensen                                              |
| 1980 | Odense Cyklebane         | København 1 Anders Petersen Pascal Carrara Steen E. Jensen Claus Mikkelsen                                                         | Aarhus Hans Jacobsen Torben Christensen Kim Eriksen Kaj L. Christensen                                                      | København 2 Jens Veggerby Vagn Scharling Johnny W. Hansen Tom Breschel                                         |
| 1981 | Aarhus Cyklebane         | København 1 Jørgen Falkbøll Kenneth Bering Steen E. Jensen Anders Petersen                                                         | København 2 Claus Mikkelsen Palle Bøje Peter Clausen Lars Olsen                                                             | Aarhus Peter H. Sørensen Kim Kure Kim Eriksen Michael Sørensen                                                 |
| 1982 | Ordrupbanen              | København 1 Peter Clausen Kenneth Bering Jørgen Falkbøll Anders Petersen                                                           | København 2 Lars Otto Olsen René Gullach Søren Lilholt Kenneth Røpke                                                        | København 3 Henrik Helsgaun Christian Wang Brian Christensen Kenneth Lyngholm                                  |
| 1983 | Ordrupbanen              | København 1 Lars Otto Olsen Kenneth Lyngholm Bjarne Ingemann Kenneth Røpke                                                         | Aarhus Klaus Kynde Peter H. Sørensen Bo Hougaard Frank Vang                                                                 | København 2 Torben Jakobsen Tommy Schandorff Steffen Madsen René Gullach                                       |
| 1984 | Odense Cyklebane         | Aarhus Klaus Kynde Johnny Franck John Nichlasson Frank Vang                                                                        | København Torben Jakobsen Brian Luthje Kenneth Lyngholm Christian Wang                                                      | Odense Morten A. Rasmussen Ryan Sørensen Michael Sørensen Claus homsen                                         |
| 1985 | Ordrupbanen              | København 1 Kim Marcussen Tommy Nielsen Ken Frost Bo Alsted Sørensen                                                               | Odense Johnny Franck Lars Hildebrandt Michael Sørensen Lennie Kristensen                                                    | København 2 Brian Luthje Henrik Østergaard Michael Sandstød Ronny Lerche                                       |
| 1986 | Odense Cyklebane         | København 1 Jimmi Madsen Henrik Hammel Ronny Lerche Lennie Kristensen                                                              | København 2 Henrik Østergaard Michael Sandstød Jesper Jakobsen Steen Henrik Winther                                         | København 3 Jannik Petersen Claus Holm Jan Bo Petersen Jesper Recci                                            |
| 1987 | Aarhus Cyklebane         | København 1 Jimmi Madsen Claus Holm Jan Bo Petersen Henrik Hammel                                                                  | Aarhus Claus Franck Niels Chr. Jung Bjarne Rasmussen Dennis Rasmussen                                                       | København 2 Dennis Larsen René Thygesen Flemming Trøigaard Lars Peter Wilken                                   |
| 1988 | Ordrupbanen              | København 1 Jan Bo Petersen Claus Holm Thomas Bay Bo Hamburger                                                                     | Aarhus Thomas Gram Niels Chr. Jung Steffen Nord Dennis Rasmussen                                                            | København 2 Mads Bugge Andersen Frank Hansen Kristian Harden Dennis Larsen                                     |
| 1989 | Odense Cyklebane         | Aarhus Søren Sørensen Michael Kyneb Dennis Rasmussen Brian Dalgaard                                                                | København 1 Mads Bugge Andersen Frank Hansen Kristian Harden Martin Mikkelsen                                               | København 2 Frank Høj Casper Schou Hans-Henrik Steen Thomas Jensen                                             |
| 1990 | Odense Cyklebane         | København 1 Martin Mikkelsen Lars Liljeroth Flemming Kirkegaard Allan Schou                                                        | Aarhus Bekim Christensen Michael Kyneb Martin Riis Michael Skelde                                                           | København 2 Frank Høj Johan Johansen Søren Holtze Casper Schou                                                 |
| 1991 | Aarhus Cyklebane         | Aarhus Tayeb Braikia Martin Riis Bekim Christensen Michael Skelde                                                                  | Odense Jakob Piil Arv Hvam Per Verdi Lasse Andersen                                                                         | København Michael Steen Nielsen Leif Ingemann Morten L. Poulsen Peter Jacobsen                                 |
| 1992 | Ordrupbanen              | Aarhus Tayeb Braikia Martin Rasmussen Niels Sørensen René F. Jørgensen                                                             | Odense Peter Steen Jensen Arv Hvam Per Verdi Lasse Andersen                                                                 | København Frederik Bertelsen Michael Steen Nielsen Peter Jacobsen Brian A. Madsen Leif Ingemann                |
| 1993 | Odense Cyklebane         | Odense 1 Peter Steen Jensen Arv Hvam Per Verdi Marek Dobrowski                                                                     | København Stinus Bjerregaard Michael Steen Nielsen Martin Kristensen Brian A. Madsen                                        | Odense 2 Anders Bonde Ivan Rostrøm Bjørn K. Larsen Anders Larsen                                               |
| 1994 | Aarhus Cyklebane         | Jylland/Fyn Morten Christiansen Peter Steen Jensen Jacob Nielsen Nicolai Palm                                                      | København Claus M. Holm Brian A. Madsen Kasper L. Jacobsen Daniel B. Jensen                                                 | Odense Anders Bonde Ivan Rostrøm Michael Fischer Andreasen                                                     |
| 1995 | Ordrupbanen              | Jylland/Fyn 1 Morten Christiansen Andreas Kloster Jacob Nielsen Nicolai Palm                                                       | Jylland/Fyn 2 Thue H. Hansen Peter S. Andersen Martin Sørensen Michael A. Larsen                                            | København Jimmy Hansen René Lohse Anders Kristensen Michael Nielsen                                            |
| 1996 | Odense Cyklebane         | Jylland/Fyn Morten Christiansen Andreas Kloster Thue H. Hansen Nicolai Palm                                                        | København 1 1 Jimmy Hansen René Lohse Kristian Egholm Michael Nielsen                                                       | København 2 Rasmus S. Nielsen Daniel Gullberg Michael L. Poulsen Daniel B. Jensen                              |
| 1997 | Aarhus Cyklebane         | Jylland/Fyn 1 Morten Christiansen Thue H. Hansen René Lohse Jacob Filiowicz                                                        | København Anders Kristensen Morten Tamstrup Rasmus S. Nielsen Michael Demin                                                 | Jylland/Fyn 2 Brian Funder Jens-Erik Madsen Lars R. Rasmussen Michael A. Larsen                                |
| 1998 | Ordrupbanen              | Jylland/Fyn 1 Thue H. Hansen Jacob Filipoiwicz Jens-Erik Madsen Brian Funder                                                       | København Anders Kristensen Michael Smith Larsen Michael Demin Steffen Outzen                                               | Jylland/Fyn 2 Thomas Hald Dan Hjernø Mads Christensen Lars R. Rasmussen                                        |
| 1999 | Odense Cyklebane         | Jylland/Fyn 1 Jacob Filipowicz Jens-Erik Madsen Lars R. Rasmussen Kristian Busk Jensen                                             | København Michael Smith Larsen Jesper Damgaard Janif Hecht Niclas Slot                                                      | Jylland/Fyn 2 Thomas Hald Dan Hjernø Michael Berling Morten Ellegaard                                          |
| 2000 | Ordrupbanen              | Jylland/Fyn Mads Christensen Dan Hjernø Michael Berling Kristian Busk Jensen                                                       | København 1 Janif Hecht Jesper Damgaard Niclas Slot Patrick Wonzyld                                                         | Købehavn 2 Allan Frederiksen Michael Pedersen Jesper Dehn Jesper Pedersen                                      |
| 2001 | Odense Cyklebane         | Jylland/Fyn 1 Alex Rasmussen Mads Christensen Mikkel Kristensen Jakob Dyrgaard                                                     | København 1 Marc Hester Jesper Dehn Janif Hecht Bo Strand Olsen                                                             | København 2 Michael Mørkøv Thomas Dalsted Jan Almblad Kasper Eibye                                             |
| 2002 | Aarhus Cyklebane         | Odense Alex Rasmussen Casper Jørgensen Kasper Linde Jakob Dyrgaard                                                                 | København Michael Mørkøv Marc Hester Bo Strand Olsen Kasper Eibye                                                           | Jylland Kim M. Nielsen Michael Færk Christensen Christian Knørr Kasper Lindholm Jessen                         |
| 2003 | Odense Cyklebane         | Jylland/Fyn 1 Casper Jørgensen Michael Færk Christensen Kim M. Nielsen Christian Knørr                                             | København Marc Hansen Hester Lasse Åkerstrøm Michael Mørkøv Christensen Dan Wassmann                                        | Jylland/Fyn 2 Kasper Lindholm Jessen Thomas Jensen Kasper Eibye Martin Lollesgaard                             |
| 2004 | Aarhus Cyklebane         | København 1 Kasper Reckweg Dan Wassmann Bo Strand Olesen Kasper Thustrup                                                           | Jylland/Fyn Kim M. Nielsen Niki Østergaard Mikkel Lund Michael Færk Christensen                                             | København 2 Philip Nielsen Mads Rydicher Lasse Åkerstrøm Rasmus Damm                                           |
| 2005 | Ikke afholdt             | | | |
| 2006 | Ballerup Super Arena     | København 1 Rasmus Damm Jesper Mørkøv Kristian Sobota Christian Ranneries                                                          | København 2 Patrick Henriksen Patrick Clausen Thorvald Larsen Sebastian Lander                                              | København 3 Niki Byrgesen Rasmus Thomassen Joakim Bruchmann Christian Kreutzfeldt                              |
| 2007 | Ballerup Super Arena     | København 1 Mikkel Lund Mikkel Schiøler Niki Byrgesen Patrick Henriksen                                                            | København 2 Emil Hovmand Niels Hedekjær Olsen Samuel Rytter Ravn Sebastian Lander                                           | København 3 Rasmus Quaade Michael Kjærsgaard Thorvald Larsen Michael Schon                                     |
| 2008 | Ballerup Super Arena     | DBC 1 Niki Byrgesen Rasmus Quaade Patrick Henriksen Lauritz Enevoldsen                                                             | Cycling Odense Simon Bigum Mathias Greve Lasse Norman Hansen                                                                | DBC 2 Thomas Schmidt Stefan Linne Jørgensen Mathias Øllegaard Dion Jimmy Hansen                                |
| 2009 | Ballerup Super Arena     | Team Odense Junior Matias Greve Lasse Norman Hansen Anders Damgaard Simon Bigum                                                    | Team RCR Junior Sebastian Refsgaard Christian Kreutzfeldt Nicolai Amstrup Madsen Mark Sehested                              | Team Comeat - Ride4Fun Junior Stefan Linne Jørgensen Mathias Øllegaard Anders Bjerremand Jensen Anders Dencker |
| 2010 | Ballerup Super Arena     | Team RCR Odense Junior Matias Greve Lasse Norman Hansen Daniel Mielke Simon Bigum                                                  | DBC Mathias Møller Nielsen Alexander Hjortsnæs Jacob Bertelsen Mathias Krigbaum                                             | D.C.R.-Ballerup Steffen Thomsen Frederik B. Schwartz Mathias Lindberg Mortensen Casper Folsach                 |
| 2011 | Ballerup Super Arena     | Team RCR Odense Junior Casper Folsach Simon Bigum Patrick Olsen Rasmus Hestbek Lund                                                | DBC 1 Kenni Hansen Alexander Hjortnæs Elas Helleskov Busk Mathias Møller Nielsen                                            | DBC 2 Emil Wang Casper Phillip Pedersen Kristiam Hamburger Holm                                                |
| 2012 | Ballerup Super Arena     | Team Roskilde Junior Jonas Poulsen Mathias Krigbaum Patrick Olsen Nicklas Bøje Pedersen                                            | Jylland/Fyn Patrick Leth Mathias Møller Nielsen Elias Helleskov Busk Alexander Lander                                       | ABC Emil Wang Andreas Rifsdal Jedig Lasse Alexander Mortensgaard Mathis Johansson                              |
| 2013 | Ballerup Super Arena     | | | |
| 2014 | Ballerup Super Arena     | | | |
| 2015 | Ballerup Super Arena     | Team Kel-berg Roskilde Junior Mikkel Bjerg Anders Mielke Rasmus Lund Niklas Larsen                                                 | D.C.R.-Ballerup Timothy Berthol Hansen Tim Vang Cronquist Frederik Rodenberg Andreas Kron                                   | Team Pythonpro.com Mads Olander Hjort Andreas Stokbro Jacob Michelsen Mathias Dahl Pedersen                    |
| 2016 | Ballerup Super Arena     | Team Børkop Cykler - Carl Ras Roskilde Junior 1 Julius Johansen Mathias A. Larsen Rasmus Lund                                      | Team ABC Junior Kristian Kaimer Eriksen Sander Andersen Morten Hulgaard Andreas L. Andresen                                 | Team Børkop Cykler - Carl Ras Roskilde Junior 2 Mikkel Bjerg Ludvig Anton Wacker Anders Mielke Jacob Egholm    |
| 2017 | Thorvald Ellegaard Arena | Team Børkop Cykler - Carl Ras Roskilde Junior 1 Julius Johansen Johan Price-Pejtersen Matias Malmberg Mathias A. Larsen            | Team Børkop Cykler - Carl Ras Roskilde Junior 2 Kristian Kaimer Eriksen Ludvig Anton Wacker Mattias Skjelmose Jonas Zwisler | Team ABC Junior Jeff Hudlebusch Mads Rasmussen Sebastian Nielsen Frederik Egehus                               |
| 2018 | Thorvald Ellegaard Arena | Team Børkop Cykler - Carl Ras Roskilde Junior 1 Frederik Wandahl Victor Fuhrmann Desimpaelaere Matias Malmberg Ludvig Anton Wacker | Team ABC Junior Oliver Wulff Frederiksen Benjamin Hertz Frederik Egehus Peter Busk                                          | Uno-X Danish Junior Racing Team Thomas Rald Kaspersen Marcus Sander Hansen Marckus Njor Malthe Munch           |
| 2019 | Ikke afholdt             | | | |

### Pointløb
| År   | Bane                     | Guld                     | Sølv                  | Bronze                   |
| ---- | ------------------------ | ------------------------ | --------------------- | ------------------------ |
| 1977 | Odense Cyklebane         | Per Jensen               | Frank Hansen          | Peter Ellegaard          |
| 1978 | Ordrupbanen              | Lars Johansen            | Torben Hansen         | Kim Christensen          |
| 1979 | Ordrupbanen              | Johnny W. Larsen         | Dan Frost             | Stig Larsen              |
| 1980 | Odense Cyklebane         | Stig Larsen              | Kim Eriksen           | Tom Breschel             |
| 1981 | Aarhus Cyklebane         | Jørgen Falkbøll          | Peter H. Sørensen     | Jens Leth                |
| 1982 | Ordrupbanen              | Lars Otto Olsen          | Peter H. Sørensen     | Kenneth Bering           |
| 1983 | Ordrupbanen              | Kenneth Lyngholm         | Kenneth Røpke         | Kim Hansen               |
| 1984 | Odense Cyklebane         | Klaus Kynde              | Michael Sørensen      | Frank Wang               |
| 1985 | Ordrupbanen              | Johnny Franck            | Ken Frost             | Lennie Kristensen        |
| 1986 | Odense Cyklebane         | Ronny Lerche             | Lennie Kristensen     | Martin V. Pedersen       |
| 1987 | Aarhus Cyklebane         | Jimmi Madsen             | Flemming Trøigaard    | Jan Bo Petersen          |
| 1988 | Ordrupbanen              | Jan Bo Petersen          | Thomas Bay            | Claus Holm               |
| 1989 | Odense Cyklebane         | Martin Mikkelsen         | Kristian Harden       | Dennis Rasmussen         |
| 1990 | Odense Cyklebane         | Martin Mikkelsen         | Allan Schou           | Frank Høj                |
| 1991 | Aarhus Cyklebane         | Martin Riis              | Michael Steen Nielsen | Bekim Christensen        |
| 1992 | Ordrupbanen              | Danny Jonasson           | Arv Hvam              | Michael Steen Nielsen    |
| 1993 | Odense Cyklebane         | Michael Steen Nielsen    | Marek Dobrowski       | Arv Hvam                 |
| 1994 | Aarhus Cyklebane         | Jacob Gram               | Morten Christiansen   | Kasper L. Jacobsen       |
| 1995 | Ordrupbanen              | Rasmus S. Nielsen        | Peter S. Andersen     | Andreas Kloster          |
| 1996 | Odense Cyklebane         | Morten Christiansen      | Rasmus S. Nielsen     | Jimmy Hansen             |
| 1997 | Aarhus Cyklebane         | Morten Christiansen      | Anders Kristensen     | Rasmus S. Nielsen        |
| 1998 | Ordrupbanen              | Anders Kristensen        | Thomas Hald           | Mads Christensen         |
| 1999 | Odense Cyklebane         | Michael Berling          | Jesper Damgaard       | Jacob Filipowicz         |
| 2000 | Ordrupbanen              | Jesper Damgaard          | Michael Berling       | Dan Hjernø               |
| 2001 | Odense Cyklebane         | Janif Hecht              | Alex Rasmussen        | Mads Christensen         |
| 2002 | Aarhus Cyklebane         | Alex Rasmussen           | Marc Hester           | Casper Jørgensen         |
| 2003 | Odense Cyklebane         | Michael Mørkøv           | Bo Strand Olsen       | Casper Jørgensen         |
| 2004 | Aarhus Cyklebane         | Bo Strand Olsen          | Mads Rydicher         | Niki Østergaard          |
| 2005 | Ballerup Super Arena     | Thomas Kristiansen       | Nikolai Aistrup       | Jesper Mørkøv            |
| 2006 | Ballerup Super Arena     | Sebastian Lander         | Christian Ranneries   | Martin Kjehr Jensen      |
| 2007 | Ballerup Super Arena     | Sebastian Lander         | Rasmus Quaade         | Patrick Henriksen        |
| 2008 | Ballerup Super Arena     | Niki Byrgesen            | Lasse Norman Hansen   | Sebastian Lander         |
| 2009 | Ballerup Super Arena     | Lasse Norman Hansen      | Casper Degn Larsen    | Sebastian Refsgaard      |
| 2010 | Ballerup Super Arena     | Emil Wang                | Rasmus Hestbek Lund   | Simon Bigum              |
| 2011 | Ballerup Super Arena     | Mathias Krigbaum         | Emil Wang             | Casper Phillip Pedersen  |
| 2012 | Ballerup Super Arena     | Mathias Krigbaum         | Jonas Poulsen         | Patrick Olsen            |
| 2013 | Ballerup Super Arena     |                          |                       |                          |
| 2014 | Ballerup Super Arena     | Daniel Hartvig           | Andreas Kron          | Julius Johansen          |
| 2015 | Aarhus Cyklebane         | Johan Tidemann Langballe | Jeppe Aaskov Pallesen | Rasmus Rauch             |
| 2016 | Thorvald Ellegaard Arena | Frederik Wandahl         | Julius Johansen       | Mathias Larsen           |
| 2017 | Ballerup Super Arena     | Frederik Wandahl         | Mathias Skjelmose     | Oliver Wulff Frederiksen |
| 2018 | Thorvald Ellegaard Arena | Frederik Wandahl         | Robin Juel Skivild    | Andreas Byskov Sarbo     |
| 2019 | Ballerup Super Arena     | Carl-Frederik Bévort     | Tobias Aagaard Hansen | Gustav Wang              |

### Parløb
| År   | Bane                     | Guld                                          | Sølv                                          | Bronze                                           |
| ---- | ------------------------ | --------------------------------------------- | --------------------------------------------- | ------------------------------------------------ |
| 2009 | Ballerup Super Arena     | Sebastian Lander Christian Kreutzfeldt        | Lasse Norman Hansen Matias Greve              | Elias Helleskov Busk Daniel Mielke               |
| 2010 | Ballerup Super Arena     | Matias Greve Frederik B. Schwartz             | Lasse Norman Hansen Daniel Mielke             | Simon Bigum Rasmus Hestbek Lund                  |
| 2011 | Ballerup Super Arena     | Simon Bigum Elias Helleskov Busk              | Rasmus Hestbek Lund Mathias Krigbaum          | Mathias Møller Nielsen Alexander Hjortnæs        |
| 2012 | Ballerup Super Arena     | Mathias Møller Nielsen Elias Helleskov Busk   | Mathias Krigbaum Jonas Poulsen                | Nicklas Bøje Pedersen Patrick Olsen              |
| 2013 | Ballerup Super Arena     |                                               |                                               |                                                  |
| 2014 | Ballerup Super Arena     |                                               |                                               |                                                  |
| 2015 | Ballerup Super Arena     | Andreas Stokbro Christian Nykvist Larsen      | Julius Johansen Kristian Kaimer Eriksen       | Malthe Munch Anders Lilliendal                   |
| 2016 | Aarhus Cyklebane         | Julius Johansen Kristian Kaimer Eriksen       | Malthe Munch Anders Lilliendal                | Magnus Tuxen Rosing Andreas Hougaard Holst Kruse |
| 2017 | Thorvald Ellegaard Arena | Benjamin Hertz Oliver Wulff Frederiksen       | Victor Fuhrmann Desimpelaere Frederik Wandahl | Frederik Egehus Andreas Byskov Sarbo             |
| 2018 | Thorvald Ellegaard Arena | Victor Fuhrmann Desimpelaere Frederik Wandahl | Robin Juel Skivild William Blume Levy         | Frederik Bjørn Sørensen Carl-Frederik Bévort     |
| 2019 |                          |                                               |                                               |                                                  |
| 2020 | Ballerup Super Arena     | Adam Holm Jørgensen Carl-Frederik Bévort      | Kasper Andersen Tobias Lund Andresen          | Emil Schandorff Nikolaj Mengel                   |

### Scratchløb
| År   | Bane                     | Guld                     | Sølv                | Bronze                 |
| ---- | ------------------------ | ------------------------ | ------------------- | ---------------------- |
| 2004 | Aarhus Cyklebane         | Kasper Reckweg           | Kim M. Nielsen      | Dan Wassmann           |
| 2005 | Odense Cyklebane         | Philip Nielsen           | Rasmus Damm         | Mads Rydicher          |
| 2006 | Ballerup Super Arena     | Martin Kjehr Jensen      | Sebastian Lander    | Jacob Mørkøv           |
| 2007 | Ballerup Super Arena     | Niki Byrgesen            | Jacob Mørkøv        | Sebastian Lander       |
| 2008 | Ballerup Super Arena     | Lasse Norman Hansen      | Matias Greve        | Christian Kreutzfeldt  |
| 2009 | Ballerup Super Arena     | Lasse Norman Hansen      | Sebastian Lander    | Sebastian Refsgaard    |
| 2010 | Ballerup Super Arena     | Simon Bigum              | Thore Bradtberg     | Mathias Møller Nielsen |
| 2011 | Ballerup Super Arena     | Mathias Møller Nielsen   | Simon Bigum         | Patrick Leth           |
| 2012 | Ballerup Super Arena     | Emil Wang                | Andreas H. Gylling  | Elias Helleskov Busk   |
| 2013 | Ballerup Super Arena     | Casper Phillip Pedersen  | Mads Olander Hjort  | Frederik Rodenberg     |
| 2014 | Ballerup Super Arena     | Julius Johansen          | Mikkel Bjerg        | Mathias Linderod       |
| 2015 | Aarhus Cyklebane         | Johan Tidemann Langballe | Rasmus Rauch        | Mikkel Skovgaard       |
| 2016 | Ballerup Super Arena     | Mads Rasmussen           | Mathias A. Larsen   | Thorolf Rønhede        |
| 2017 | Thorvald Ellegaard Arena | Oliver Wulff Frederiksen | Ludvig Anton Wacker | Frederik Wandahl       |
| 2018 | Ballerup Super Arena     | Frederik Wandahl         | Robin Juel Skivild  | Kasper Andersen        |
| 2019 | Ballerup Super Arena     | Tobias Aagaard Hansen    | Phillip Mathiesen   | Tobias Lund Andresen   |

### Omnium
| År   | Bane                     | Guld                     | Sølv                    | Bronze                       |
| ---- | ------------------------ | ------------------------ | ----------------------- | ---------------------------- |
| 2011 | Ballerup Super Arena     | Mathias Møller Nielsen   | Simon Bigum             | Mathias Krigbaum             |
| 2012 | Ballerup Super Arena     | Mathias Krigbaum         | Elias Helleskov Busk    | Casper Phillip Pedersen      |
| 2013 | Ballerup Super Arena     | Casper Phillip Pedersen  | Frederik Rodenberg      | Mathias Linderod             |
| 2014 | Ballerup Super Arena     |                          |                         |                              |
| 2015 | Thorvald Ellegaard Arena | Tim Vang Cronquist       | Kristian Kaimer Eriksen | Mathias Erik Larsen          |
| 2016 | Ballerup Super Arena     | Matias Malmberg          | Kristian Kaimer Eriksen | Marcus Sander Hansen         |
| 2017 | Ballerup Super Arena     | Oliver Wulff Frederiksen | Frederik Wandahl        | Victor Fuhrmann Desimpelaere |
| 2018 | Ballerup Super Arena     | Frederik Wandahl         | Emil Schandorff Iwersen | Robin Juel Skivild           |
| 2019 | Thorvald Ellegaard Arena | Carl-Frederik Bévort     | Tobias Aagaard Hansen   | Phillip Mathiesen            |

## Dame Junior

### Individuelt Forfølgelsesløb
| År   | Bane                     | Guld                    | Sølv                    | Bronze                      |
| ---- | ------------------------ | ----------------------- | ----------------------- | --------------------------- |
| 1991 | Aarhus Cyklebane         | Sanne Schmidt           | Maiken Jørgensen        | Karine Lundsgaard           |
| 1992 | Ordrupbanen              | Maiken Jørgensen        | Karen Jacobsen          | Marie Nybo Christensen      |
| 1993 | Ikke afholdt             |                         |                         |                             |
| 1994 | Ikke afholdt             |                         |                         |                             |
| 1995 | Ikke afholdt             |                         |                         |                             |
| 1996 | Ikke afholdt             |                         |                         |                             |
| 1997 | Ikke afholdt             |                         |                         |                             |
| 1998 | Ikke afholdt             |                         |                         |                             |
| 1999 | Ikke afholdt             |                         |                         |                             |
| 2000 | Ikke afholdt             |                         |                         |                             |
| 2001 |                          | Mette Fischer Andreasen | Ane Sefland Dyhr        | Henriette Frederiksen       |
| 2002 | Aarhus Cyklebane         | Henriette Frederiksen   | Sisse Hermansen         | Anne Sofie Hansen           |
| 2003 | Odense Cyklebane         | Mie Becker Lacota       | Trine Schmidt           | Sisse Hermansen             |
| 2004 | Odense Cyklebane         | Mie Becker Lacota       | Maria Bornak            | Trine Schmidt               |
| 2005 | Ikke afholdt             |                         |                         |                             |
| 2006 |                          | Mie Becker Lacota       | Trine Schmidt           | Maria Bornak                |
| 2007 | Ballerup Super Arena     | Julie Leth              | Kamilla Sofie Vallin    | Pernille Ott Frendorff      |
| 2008 | Ballerup Super Arena     | Michelle Lauge          | Julie Leth              | Kamilla Sofie Vallin        |
| 2009 | Ballerup Super Arena     | Julie Leth              | Michelle Lauge          | Kamilla Sofie Vallin        |
| 2010 | Ballerup Super Arena     | Julie Leth              | Kamilla Sofie Vallin    | Amalie Dideriksen           |
| 2011 | Ballerup Super Arena     | Kamilla Sofie Vallin    | Amalie Dideriksen       | Fie Degn Larsen             |
| 2012 | Ikke afholdt             |                         |                         |                             |
| 2013 | Ikke afholdt             |                         |                         |                             |
| 2014 | Ikke afholdt             |                         |                         |                             |
| 2015 | Ikke afholdt             |                         |                         |                             |
| 2016 | Ikke afholdt             |                         |                         |                             |
| 2017 | Ikke afholdt             |                         |                         |                             |
| 2018 | Ballerup Super Arena     | Victoria Lund           | Tusnelda Svanholmer     | Nadja Reichel               |
| 2019 | Thorvald Ellegaard Arena | Victoria Lund           | Mathilde Estvan-Slonina | Astrid Marie Bjørn Sørensen |

## Udgåede Mesterskaber

### Sprint Professionals
| År   | Bane        | Guld                 | Sølv            | Bronze          |
| ---- | ----------- | -------------------- | --------------- | --------------- |
| 1907 | Ordrupbanen | Emanuel Nielsen      |                 |                 |
| 1908 | Ordrupbanen | Ridderman Selner     |                 |                 |
| 1909 | Ordrupbanen |                      |                 |                 |
| 1910 | Ordrupbanen |                      |                 |                 |
| 1911 | Ordrupbanen |                      |                 |                 |
| 1912 | Ordrupbanen | Emanuel Nielsen      |                 |                 |
| 1913 | Ordrupbanen |                      |                 |                 |
| 1914 | Ordrupbanen |                      |                 |                 |
| 1915 | Ordrupbanen |                      |                 |                 |
| 1916 | Ordrupbanen | Kaj M. Jørgensen     |                 |                 |
| 1917 | Ordrupbanen |                      |                 |                 |
| 1918 | Ordrupbanen |                      |                 |                 |
| 1919 | Ordrupbanen |                      |                 |                 |
| 1920 | Ordrupbanen |                      |                 |                 |
| 1921 | Ordrupbanen |                      |                 |                 |
| 1922 | Ordrupbanen |                      |                 |                 |
| 1923 | Ordrupbanen |                      |                 |                 |
| 1924 | Ordrupbanen |                      |                 |                 |
| 1925 | Ordrupbanen | Hans Viggo Jensen    |                 |                 |
| 1926 | Ordrupbanen | Henry Brask Andersen |                 |                 |
| 1927 | Ordrupbanen | Henry Brask Andersen |                 |                 |
| 1928 | Ordrupbanen | Henry Brask Andersen |                 |                 |
| 1929 | Ordrupbanen | Willy Falck Hansen   |                 |                 |
| 1930 | Ordrupbanen | Willy Falck Hansen   |                 |                 |
| 1931 | Ordrupbanen | Willy Falck Hansen   |                 |                 |
| 1932 | Ordrupbanen | Willy Falck Hansen   |                 |                 |
| 1933 | Ordrupbanen | Willy Falck Hansen   |                 |                 |
| 1934 | Ordrupbanen | Willy Falck Hansen   |                 |                 |
| 1935 | Ordrupbanen | Willy Falck Hansen   |                 |                 |
| 1936 | Ordrupbanen | Willy Falck Hansen   |                 |                 |
| 1937 | Ordrupbanen | Willy Falck Hansen   |                 |                 |
| 1938 | Ordrupbanen | Willy Falck Hansen   |                 |                 |
| 1939 | Ordrupbanen | Willy Falck Hansen   |                 |                 |
| 1940 | Ordrupbanen | Willy Falck Hansen   |                 |                 |
| 1941 | Ordrupbanen | Willy Falck Hansen   |                 |                 |
| 1942 | Ordrupbanen | Anker Meyer Andersen |                 |                 |
| 1943 | Ordrupbanen | Willy Falck Hansen   |                 |                 |
| 1944 | Ordrupbanen | Carl Koblauch        |                 |                 |
| 1945 | Ordrupbanen | Carl Koblauch        |                 |                 |
| 1946 | Ordrupbanen | Jens Petersen        |                 |                 |
| 1947 | Ordrupbanen | Karl Magnussen       |                 |                 |
| 1948 | Ordrupbanen | Carl Kloblauch       |                 |                 |
| 1949 | Ordrupbanen | Carl Koblauch        |                 |                 |
| 1950 | Ordrupbanen | Axel Schandorff      |                 |                 |
| 1951 | Ordrupbanen | Axel Schandorff      |                 |                 |
| 1952 | Ordrupbanen | Axel Schandorff      |                 |                 |
| 1953 | Ordrupbanen | Axel Schandorff      |                 |                 |
| 1954 | Ordrupbanen | Axel Schandorff      |                 |                 |
| 1955 | Ordrupbanen | Ove Krogh Rants      |                 |                 |
| 1956 | Ordrupbanen | Werner Andresen      |                 |                 |
| 1957 | Ordrupbanen | Ove Krogh Rants      |                 |                 |
| 1958 | Ordrupbanen | Palle Lykke          | Ove Krogh Rants | Eigil Stephesen |
| 1959 | Ordrupbanen | Palle Lykke          | Eigil Stephesen | Werner Andresen |
| 1960 | Ordrupbanen | Palle Lykke          | Werner Andresen | Bendy Pedersen  |
| 1961 | Ordrupbanen | Palle Lykke          | Bendy Pedersen  | Jens Sørensen   |
| 1977 | Ordrupbanen | Peder Pedersen       | Niels Fredborg  |                 |

### Individuelt Forfølgelsesløb Professionals
| År   | Bane        | Guld                   | Sølv                  | Bronze        |
| ---- | ----------- | ---------------------- | --------------------- | ------------- |
| 1939 | Ordrupbanen | Werner Grundahl Hansen |                       |               |
| 1940 | Ordrupbanen | Arne W. Petersen       |                       |               |
| 1941 | Ordrupbanen | Arne W. Petersen       |                       |               |
| 1942 | Ordrupbanen | Jørgen Wiberg          |                       |               |
| 1943 | Ordrupbanen | Arne W. Petersen       |                       |               |
| 1944 | Ordrupbanen | Jørgen Wiberg          |                       |               |
| 1945 | Ordrupbanen | Jørgen Wiberg          |                       |               |
| 1946 | Ordrupbanen | Jørgen Wiberg          |                       |               |
| 1947 | Ordrupbanen | Arne W. Petersen       |                       |               |
| 1948 | Ordrupbanen | Kay Werner Nielsen     |                       |               |
| 1949 | Ordrupbanen | Kay Werner Nielsen     |                       |               |
| 1950 | Ordrupbanen | Kay Werner Nielsen     |                       |               |
| 1951 | Ordrupbanen | Kay Werner Nielsen     |                       |               |
| 1952 | Ordrupbanen | Kay Werner Nielsen     | Evan Klamer           |               |
| 1953 | Ordrupbanen | Kay Werner Nielsen     | Evan Klamer           |               |
| 1954 | Ordrupbanen | Kay Werner Nielsen     | Evan Klamer           |               |
| 1955 | Ordrupbanen | Kay Werner Nielsen     | Max Jørgensen         |               |
| 1956 | Ordrupbanen | Kay Werner Nielsen     | Henning Robert Larsen |               |
| 1957 | Ordrupbanen | Kay Werner Nielsen     | Jean Hansen           |               |
| 1958 | Ordrupbanen | Kay Werner Nielsen     | Jean Hansen           | Eluf Dalgaard |
| 1959 | Ordrupbanen | Kay Werner Nielsen     | Jean Hansen           |               |
| 1960 | Ordrupbanen | Kay Werner Nielsen     | Flemming Pedersen     | Jean Hansen   |
| 1961 | Ordrupbanen | Freddie Eugen          | Palle Lykke           | Niels Baunsøe |
| 1977 |             | Gert Frank             | Jørgen Marcussen      | Per Bausager  |
| 1978 |             | Kim G. Svendsen        | Jørgen Marcussen      | Gert Frank    |
| 1979 |             | Gert Frank             | Finn Clausen          | Freddy Reimer |
| 1980 |             |                        |                       |               |
| 1981 |             | Hans-Henrik Ørsted     | Gert Frank            | Reno B. Olsen |

### Tandem
| År   | Bane             | Guld                             | Sølv                               | Bronze                             |
| ---- | ---------------- | -------------------------------- | ---------------------------------- | ---------------------------------- |
| 1966 | Ordrupbanen      | Niels Fredborg Per Sarto         | Preben Duckert Kurt Jørgensen      | Peder Pedersen Jørgen Lindegaard   |
| 1967 | Odense Cyklebane | Niels Fredborg Per Sarto         | Peder Pedersen Jørgen Lindegaard   | Jørgen Lund Torben Olsen           |
| 1968 | Aarhus Cyklebane | Niels Fredborg Per Sarto         | Børge Andersen Niels O. Kristensen | Gustav Larsen Erik Pedersen        |
| 1969 | Ordrupbanen      | Niels Fredborg Gunner L. Jonsson | Peder Pedersen Erik Pedersen       | Børge Andersen Niels O. Kristensen |
| 1970 | Odense Cyklebane | Niels Fredborg Gunner L. Jonsson | Poul G. Hansen Allan Poulsen       | Tom Frederiksen Freddy Svendsen    |
| 1971 | Aarhus Cyklebane | Niels Fredborg Gunner L. Jonsson | Jens Jørn Jensen Jan F. Petersen   | Tom Frederiksen Freddy Svendsen    |
| 1972 | Ordrupbanen      | Niels Fredborg Gunner L. Jonsson | Peder Pedersen Poul H. Holm        | Svend Ulstrup Bjarne Sørensen      |
| 1973 | Odense Cyklebane | Niels Fredborg Gert Frank        | Peder Pedersen Poul H. Holm        | Peter Hansen Bjarne Sørensen       |